# Olocausto in Slovacchia

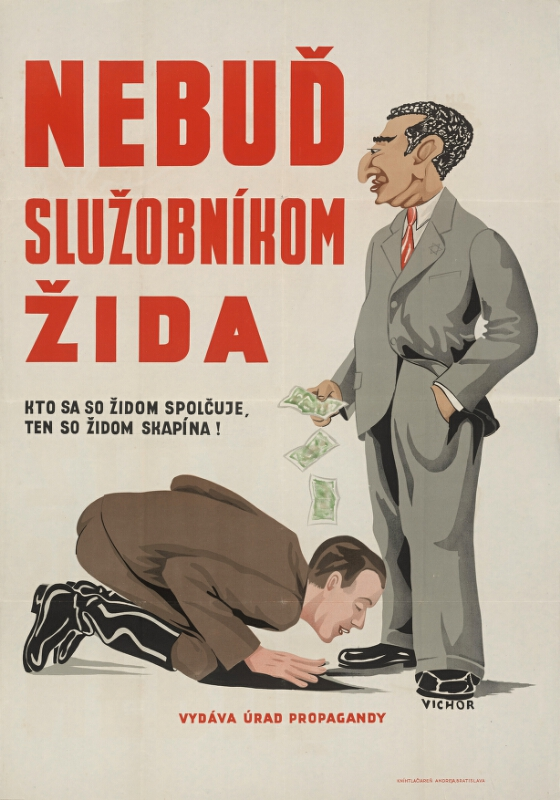
Un poster di propaganda slovacca esorta i lettori a non "essere un servo dell'ebreo".

L'Olocausto in Slovacchia fu caratterizzato dall'espropriazione sistematica, dalla deportazione e dall'assassinio degli ebrei nello Stato Slovacco, uno stato fantoccio creato dalla Germania nazista durante la seconda guerra mondiale; su 89000 ebrei presenti nel paese nel 1940, circa 69000 furono assassinati durante l'Olocausto.
Dopo l'accordo di Monaco del settembre 1938, la Slovacchia dichiarò unilateralmente la sua autonomia all'interno della Cecoslovacchia, ma perse un territorio significativo a favore dell'Ungheria nel Primo arbitrato di Vienna, firmato a novembre. L'anno successivo, con l'incoraggiamento tedesco, il Partito popolare slovacco al potere, a carattere etno-nazionalista, dichiarò l'indipendenza dalla Cecoslovacchia. La propaganda incolpò gli ebrei delle perdite territoriali, furono presi di mira con discriminazioni e molestie, inclusa la confisca delle loro proprietà e delle loro attività. L'esclusione degli ebrei dall'economia impoverì la comunità, che incoraggiò il governo a arruolarli per i lavori forzati. Il 9 settembre 1941, il governo approvò il Codice Ebraico, che affermò essere la legge anti-ebraica più severa in Europa.
Nel 1941, il governo slovacco negoziò con la Germania nazista la deportazione di massa degli ebrei nella Polonia occupata dai tedeschi. Tra marzo e ottobre 1942, 58000 ebrei furono deportati nel campo di concentramento di Auschwitz e nel distretto di Lublino del Governatorato Generale, solo poche centinaia sopravvissero fino alla fine della guerra. Il governo slovacco organizzò i trasporti e pagò 500 Reichsmark per ogni individuo ebreo allo scopo di sostenere il presunto costo del reinsediamento.
La persecuzione degli ebrei riprese nell'agosto 1944, quando la Germania invase la Slovacchia scatenando la rivolta nazionale slovacca. Altri 13500 ebrei furono deportati e centinaia, o migliaia, furono assassinati in Slovacchia dall'Einsatzgruppe H e dalle Divisioni della Guardia Hlinka.
Dopo la liberazione da parte dell'Armata Rossa, i sopravvissuti dovettero affrontare un rinnovato antisemitismo e le conseguenti difficoltà per recuperare le proprietà rubate; la maggior parte dei sopravvissuti emigrò dopo il colpo di stato comunista del 1948. Il regime comunista del dopoguerra censurò qualsiasi discussione sull'Olocausto; la libertà di parola fu ripristinata dopo la caduta del regime comunista nel 1989. La complicità del governo slovacco nell'Olocausto continua a essere contestata dai nazionalisti di estrema destra.

## Il contesto storico

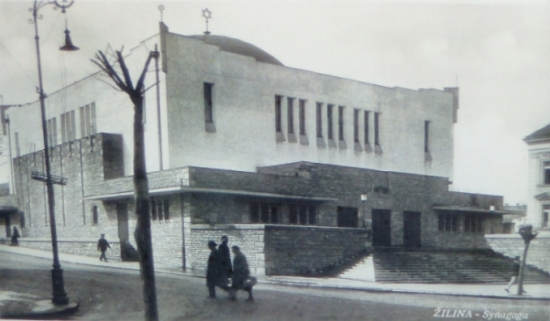
La Nuova Sinagoga di Žilina, 1931.

Prima del 1939, la Slovacchia non fu mai uno stato indipendente; il suo territorio fece sempre parte del Regno d'Ungheria. Furono documentate diciassette comunità ebraiche medievali nel territorio dell'odierna Slovacchia, ma una significativa presenza ebraica terminò con le espulsioni successive alla sconfitta ungherese nella battaglia di Mohács nel 1526. Molti degli ebrei immigrarono nei secoli XVII e XVIII. Gli ebrei della Moravia si stabilirono a ovest dei Monti Tatra, dando vita alla comunità dell'Oberlander, mentre gli ebrei della Galizia si stabilirono a est delle montagne, formando una comunità separata (ebrei unterlandesi) influenzata dal chassidismo. A causa dello scisma tra gli ebrei ungheresi, le comunità si divisero a metà del diciannovesimo secolo in fazioni ortodosse (la maggioranza), Status Quo e la meglio integrata dei neologi. Dopo l'emancipazione ebraica, completata nel 1896, molti ebrei adottarono la lingua e le usanze ungheresi per avanzare nella società.
Sebbene non fossero integrati come gli ebrei di Boemia e Moravia, molti ebrei slovacchi si trasferirono in città intraprendendo quasi tutte le professioni; altri rimasero in campagna, per lo più lavorando come artigiani, mercanti e negozianti. Gli ebrei guidarono i cambiamenti economici del diciannovesimo secolo e portarono a un incremento del commercio nelle aree rurali; alla fine del secolo, circa il 70% dei banchieri e degli uomini d'affari negli altipiani slovacchi furono ebrei.
Sebbene alcuni ebrei sostenessero il nazionalismo slovacco, a metà del diciannovesimo secolo l'antisemitismo fu già un tema nel movimento nazionale slovacco, poiché gli ebrei vennero bollati come "agenti di magiarizzazione" e "il più potente sostegno alle classi dirigenti [ungheresi]", nelle parole dello storico Thomas Lorman. Nelle terre della Slovacchia occidentale scoppiarono rivolte anti-ebraiche sulla scia delle rivoluzioni del 1848, si verificarono altre rivolte a causa dell'Affare Tiszaeszlár nel 1882-1883. All'antisemitismo religioso tradizionale si aggiunse la visione stereotipata degli ebrei come sfruttatori dei poveri slovacchi, antisemitismo economico e nazionalista: gli ebrei furono fortemente associati allo stato ungherese e accusati di simpatizzare con il nemico ungherese a spese delle ambizioni slovacche.
Dopo la prima guerra mondiale, la Slovacchia divenne parte del nuovo stato della Cecoslovacchia. Gli ebrei vivevano in 227 comunità, nel 1918, e la loro popolazione fu stimata in 135918 individui, nel 1921. Nuove rivolte anti-ebraiche scoppiarono all'indomani della dichiarazione di indipendenza (1918-1920), sebbene la violenza non fosse così grave come in Ucraina o in Polonia. I nazionalisti slovacchi associarono gli ebrei allo stato cecoslovacco e li accusarono di sostenere il pensiero cecoslovacchista. Le violenze basate sulle accuse del sangue si verificarono a Trenčin e a Šalavský Gemer negli anni '20.
Negli anni '30, la Grande depressione colpì gli uomini d'affari ebrei e aumentò anche l'antisemitismo economico. Il sottosviluppo economico e la percezione della discriminazione in Cecoslovacchia portarono una pluralità di slovacchi, circa un terzo, a sostenere il Partito popolare slovacco conservatore ed etnonazionalista (in slovacco: Hlinkova slovenská ľudová strana, HSĽS). HSĽS considerò i gruppi minoritari cechi, ungheresi, ebrei e rom come l'influenza distruttiva sulla nazione slovacca, e presentò l'autonomia slovacca come la soluzione ai problemi della Slovacchia. Il partito iniziò a enfatizzare l'antisemitismo durante la fine degli anni '30 in seguito all'ondata di rifugiati ebrei dall'Austria nel 1938 e alle leggi anti-ebraiche approvate da Ungheria, Polonia e Romania.

## L'indipendenza slovacca

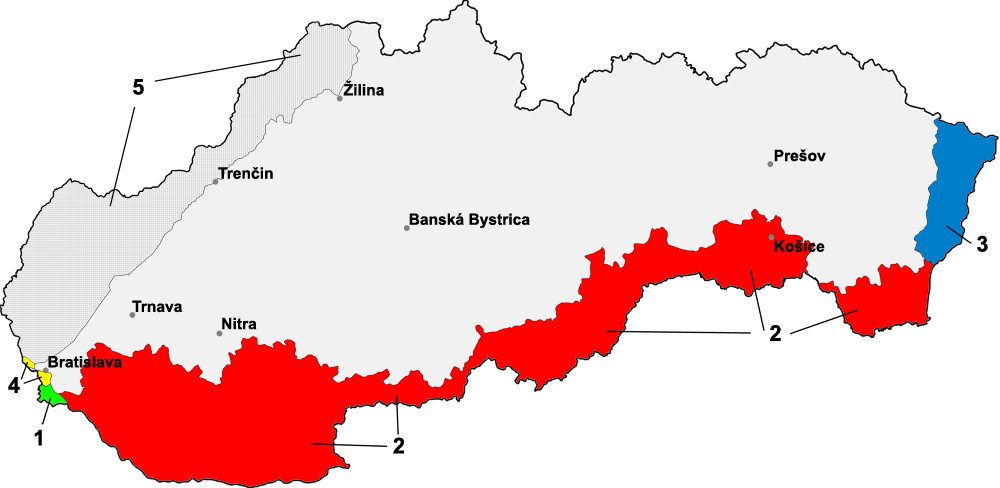
Perdite territoriali slovacche per l'Ungheria nel 1938 (2 ■) e 1939 (3 ■). Territorio annesso alla Germania (4 ■) e stabilendo la zona di protezione (5 ■). (1 ■) Territorio annesso dalla Cecoslovacchia dopo la guerra.

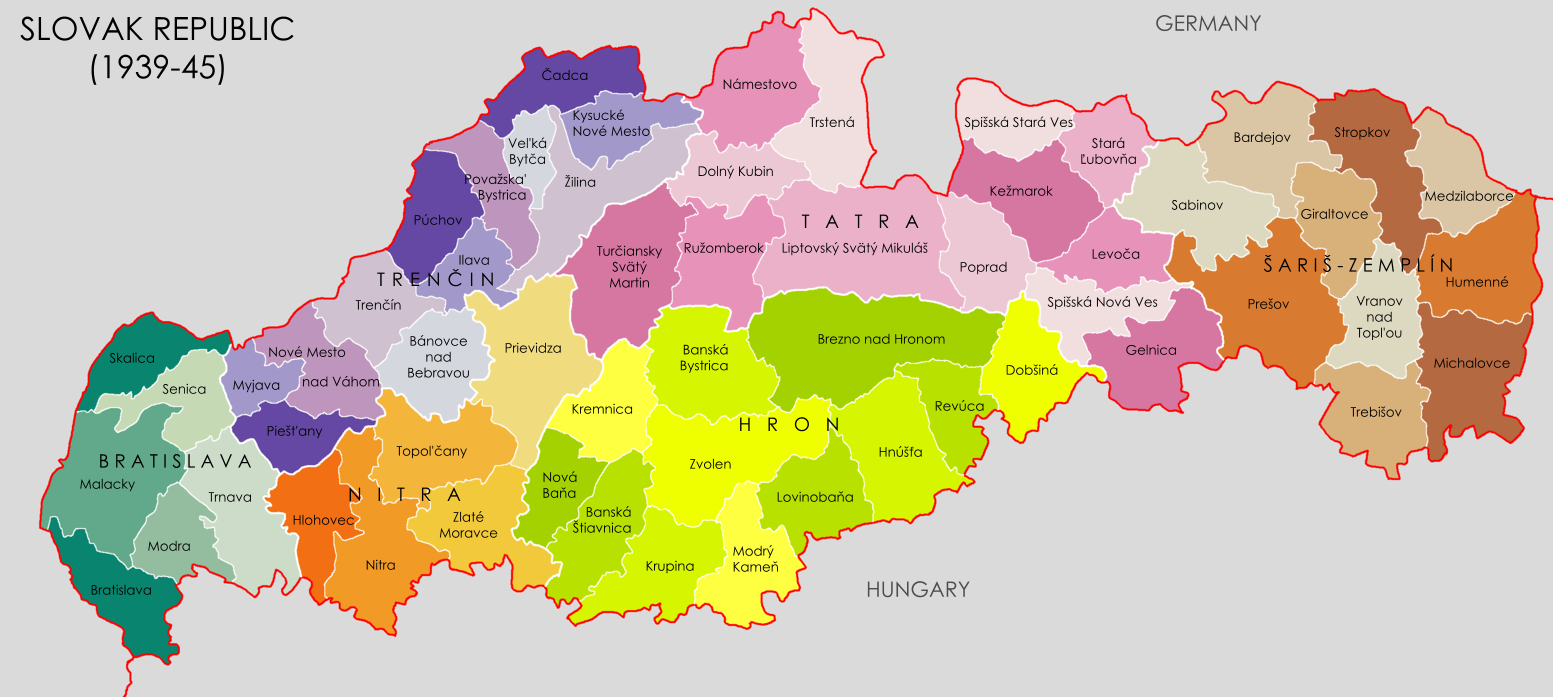
Regioni amministrative dello Stato slovacco (1939–1945).

L'accordo di Monaco del settembre 1938 cedette la regione dei Sudeti, ossia le terre ceche di lingua tedesca, alla Germania. HSĽS approfittò del caos politico che ne seguì per dichiarare l'autonomia della Slovacchia il 6 ottobre. Jozef Tiso, sacerdote cattolico e leader di HSĽS, fu primo ministro della regione autonoma slovacca. Il cattolicesimo, la religione dell'80% degli abitanti del paese, fu la chiave del regime: molti dei suoi leader furono vescovi, sacerdoti o laici. Sotto la guida di Tiso, il governo slovacco aprì i negoziati a Komárno con l'Ungheria per quanto riguarda il confine. La controversia fu discussa a Vienna dalla Germania nazista e dall'Italia fascista. L'Ungheria inglobò gran parte della Slovacchia meridionale il 2 novembre, compreso il 40% della terra arabile della Slovacchia e le 270000 persone che dichiararono la loro etnia cecoslovacca.
HSĽS consolidò il suo potere approvando una legge delega, vietando i partiti di opposizione, chiudendo i giornali indipendenti, distribuendo propaganda antisemita e anti-ceca e dando vita alla guardia paramilitare Hlinka. I partiti per le minoranze tedesca e ungherese furono ammessi sotto l'egemonia di HSĽS e il Partito tedesco diede vita alla milizia Freiwillige Schutzstaffel. HSĽS imprigionò migliaia di oppositori politici, ma non eseguì mai una sentenza capitale. Le elezioni non libere del dicembre 1938 portarono a un voto del 95% per HSĽS.
Il 14 marzo 1939, lo Stato slovacco proclamò la sua indipendenza con il sostegno e la protezione tedesca: la Germania invase lo stato ceco il giorno successivo dichiarandone l'annessione, mentre l'Ungheria occupò la Rutenia con l'acquiescenza tedesca. In un trattato firmato il 23 marzo, la Slovacchia rinunciò a gran parte della sua autonomia militare dalla Germania in cambio di garanzie sul confine e dell'assistenza economica. Non era né completamente indipendente né uno stato fantoccio tedesco, ma ricoprì uno status intermedio.
Nell'ottobre 1939 Jozef Tiso, capo del ramo conservatore-clericale di HSĽS, divenne presidente; Vojtech Tuka, leader dell'ala fascista radicale del partito, fu nominato primo ministro. Entrambe le ali del partito lottarono per avere il favore della Germania. L'ala più radicale del partito era filo-tedesca, mentre i conservatori furono favorevoli all'autonomia dalla Germania; i radicali fecero affidamento sulla Guardia Hlinka e sul sostegno tedesco, mentre Tiso era popolare tra il clero e la popolazione.

## Le misure antiebraiche (1938-1941)

### Le azioni iniziali

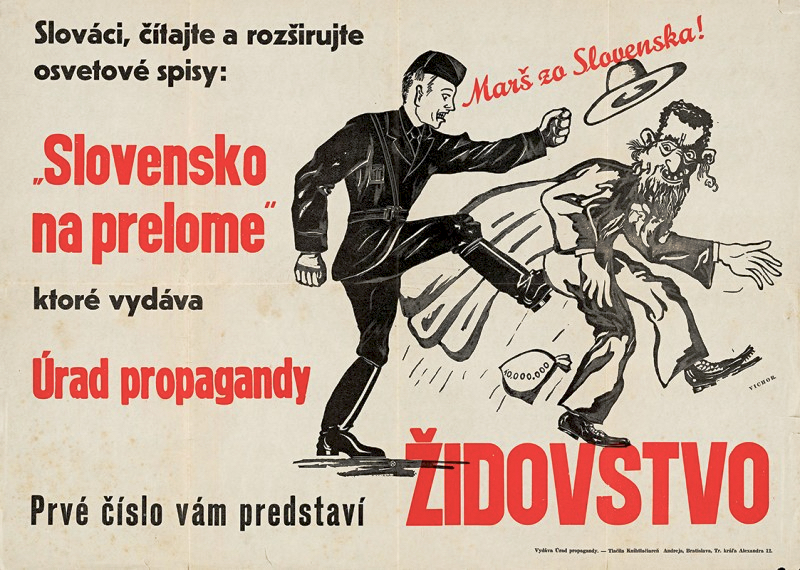
Propaganda governativa che ordina agli ebrei di "uscire dalla Slovacchia!".

Immediatamente dopo la costituzione dello Stato della Slovacchia nel 1938, il governo iniziò a licenziare i suoi dipendenti ebrei. Il 23 gennaio 1939 fu fondato il Comitato per la soluzione della questione ebraica per discutere la legislazione anti-ebraica. I media sponsorizzati dallo stato descrissero gli ebrei definendoli "nemici dello stato" e della nazione slovacca. Le imprese ebraiche furono spogliate, e si verificarono degli attacchi violenti agli ebrei sia spontaneamente che su istigazione della Guardia Hlinka e del Freiwillige Schutzstaffel.
Nel suo primo discorso radiofonico nel 1939, Tiso sottolineò il suo desiderio di "risolvere la questione ebraica". La legislazione anti-ebraica fu l'unica misura concreta promessa: la persecuzione degli ebrei fu l'elemento chiave della politica interna dello stato, le misure discriminatorie influirono su tutti gli aspetti della vita, servendo a isolare ed espropriare gli ebrei prima che fossero deportati.
Nei giorni successivi all'annuncio del primo arbitrato di Vienna, a Bratislava scoppiò una rivolta antisemita; i giornali giustificarono le rivolte con il presunto sostegno degli ebrei all'Ungheria durante i negoziati per la spartizione. Adolf Eichmann, un funzionario nazista inviato a Bratislava, fu coautore con Tiso e altri politici di HSĽS di un piano per deportare gli ebrei nel territorio ceduto all'Ungheria. Nel frattempo, gli ebrei con un patrimonio netto di oltre 500000 Kčs (corone cecoslovacche) furono arrestati nel tentativo fallito di impedire la fuga di capitali. Tra il 4 e il 7 novembre, furono deportati 4000 o 7600 ebrei, in un'operazione caotica simile a un pogrom a cui parteciparono la Guardia Hlinka, il Freiwillige Schutzstaffel e il Partito tedesco: tra i deportati furono inclusi i bambini piccoli, gli anziani e le donne incinte. Pochi giorni dopo, Tiso annullò l'operazione; alla maggior parte degli ebrei fu permesso di tornare a casa a dicembre. Più di 800 persone furono confinate nelle tendopoli improvvisate durante l'inverno a Veľký Kýr, Miloslavov e Šamorín sul nuovo confine slovacco-ungherese. Le deportazioni slovacche avvennero subito dopo quelle tedesche, la deportazione di migliaia di ebrei polacchi attirò le critiche internazionali, ridusse gli investimenti britannici, accrebbe la dipendenza dal capitale tedesco e fu la prova per le deportazioni del 1942.

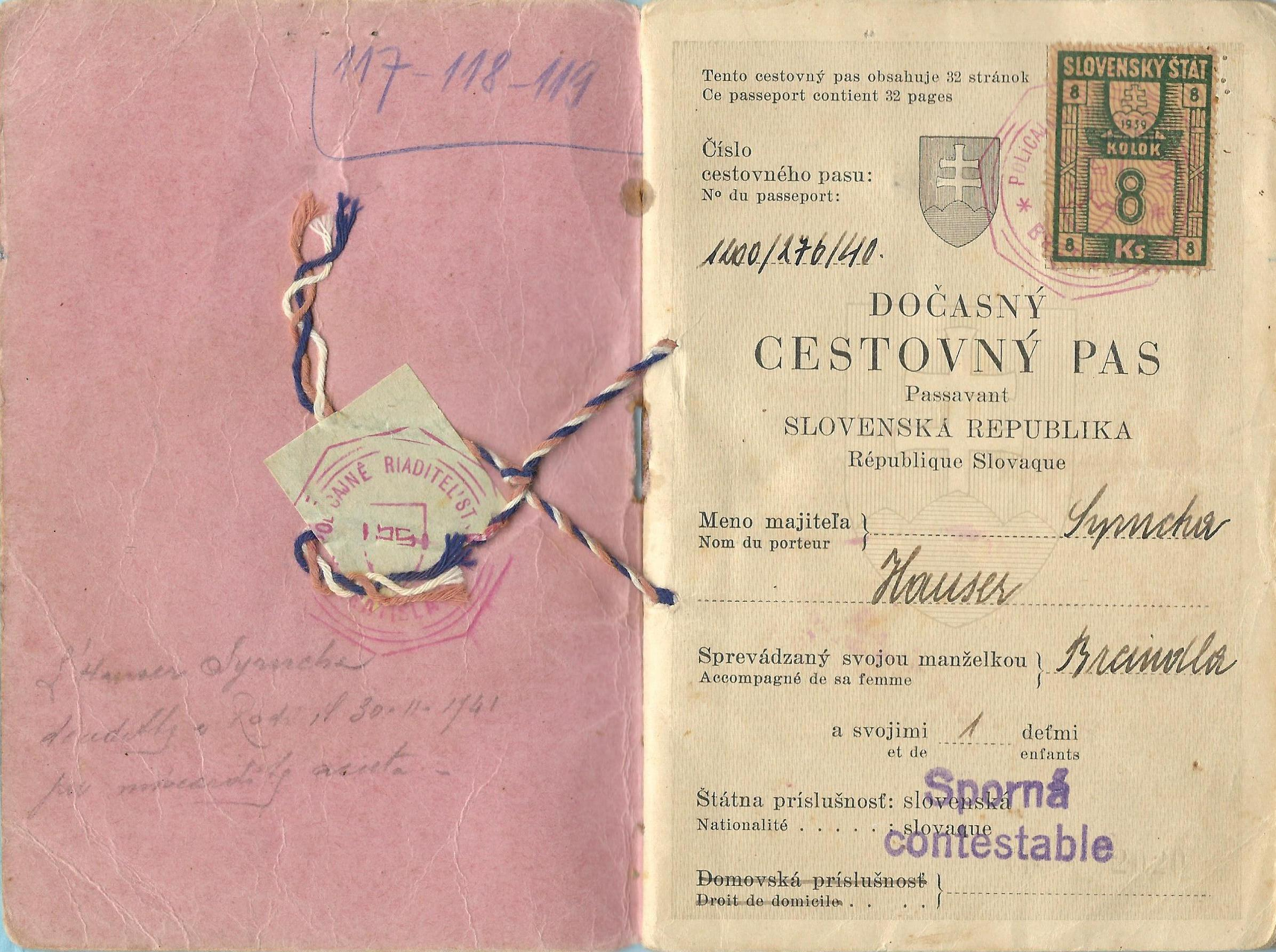
Passaporto temporaneo rilasciato nel 1940 ad un ebreo fuggito in Italia.

Inizialmente, molti ebrei credettero che le misure prese contro di loro sarebbero state temporanee: nonostante questa opinione diffusa, alcuni tentarono di emigrare e di portare con sé i loro beni. Tra il dicembre 1938 e il febbraio 1939, più di 2,25 milioni di Kčs furono trasferiti illegalmente nelle terre ceche, nei Paesi Bassi e nel Regno Unito; ulteriori importi sono stati trasferiti legalmente. I funzionari del governo slovacco approfittarono delle circostanze per acquistare la proprietà dei ricchi emigranti ebrei con uno sconto significativo, un'anticipazione del trasferimento sponsorizzato dallo Stato delle proprietà ebraiche come parte del processo di arianizzazione. L'interesse per l'emigrazione tra gli ebrei aumentò dopo l'invasione della Polonia, poiché i rifugiati ebrei dalla Polonia raccontarono delle atrocità subite. Sebbene il governo slovacco incoraggiasse gli ebrei ad emigrare, rifiutò di consentire l'esportazione di valuta straniera, assicurando che la maggior parte dei tentativi rimanessero infruttuosi. Nessun paese fu ansioso di accettare i rifugiati ebrei e gli stretti limiti imposti dal Regno Unito all'emigrazione in Palestina impedirono agli ebrei di cercarvi rifugio.
Nel 1940, Bratislava divenne un fulcro per gli agenti di Aliyah Bet che organizzarono l'immigrazione illegale in Palestina, uno dei quali, Aron Grünhut, aiutò 1365 ebrei slovacchi, cechi, ungheresi e austriaci a emigrare. All'inizio del 1941, un'ulteriore emigrazione fu impossibile; anche agli ebrei che ricevettero i visti validi per gli Stati Uniti non furono concessi i visti di transito attraverso la Germania. Il numero totale di emigranti ebrei slovacchi fu stimato tra le 5000 e le 6000 persone. Poiché 45000 ebrei vivevano nelle aree cedute all'Ungheria, il censimento del 1940 rilevò che 89000 ebrei vivevano nello Stato slovacco, il 3,4% della popolazione complessiva.

### Arianizzazione
Il processo di arianizzazione in Slovacchia, e cioè il sequestro di proprietà degli ebrei e l'esclusione degli ebrei dall'economia del paese, fu giustificata dallo stereotipo, ulteriormente rafforzato dalla propaganda di HSĽS, secondo cui gli ebrei guadagnassero la loro ricchezza opprimendo gli slovacchi. Tra il 1939 e il 1942, il regime di HSĽS ricevette un ampio sostegno popolare promettendo ai cittadini slovacchi che sarebbero stati arricchiti dalle proprietà confiscate agli ebrei e alle altre minoranze etniche: in realtà, stavano per guadagnare una notevole quantità di denaro, nel 1940 gli ebrei registrarono più di 4322 miliardi di corone slovacche in proprietà, ossia il 38% della ricchezza nazionale. Il processo fu anche descritto come "slovachizzazione", poiché il governo slovacco adottò le misure per garantire che gli slovacchi etnici, piuttosto che i tedeschi o altre minoranze, ricevessero le proprietà ebraiche rubate. A causa dell'intervento del partito tedesco e della Germania nazista, i tedeschi etnici ricevettero l'8,3% delle proprietà rubate, ma furono rifiutate la maggior parte delle richieste tedesche, sottolineando la libertà d'azione del governo slovacco.
La prima legge anti-ebraica, approvata il 18 aprile 1939 e non applicata sistematicamente, fu la quota del numerus clausus del 4% riferito al numero di ebrei autorizzati a esercitare la professione legale; agli ebrei fu anche vietato scrivere per pubblicazioni non ebraiche. La legge per la riforma agraria del febbraio 1940 trasformò 101423 ettari di terra, di proprietà di 4943 ebrei, più del 40% dei quali arabile, passando ufficialmente allo Stato nel maggio del 1942. La prima legge sull'arianizzazione fu approvata nell'aprile 1940. Attraverso un processo noto come "arianizzazione volontaria", gli imprenditori ebrei avrebbero potuto suggerire un "candidato cristiano qualificato" per assumere almeno una partecipazione del 51% nell'azienda. Secondo la legge, 50 aziende su oltre 12000 furono arianizzate e 179 furono liquidate. I radicali HSĽS e i sostenitori tedeschi dello Stato slovacco credettero che l'arianizzazione volontaria fosse una modalità troppo morbida per gli ebrei. A metà del 1940 la posizione degli ebrei nell'economia slovacca fu in gran parte spazzata via.

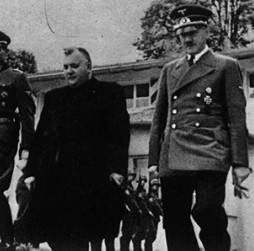
Jozef Tiso e Adolf Hitler alla Conferenza di Salisburgo del 1940.

Alla Conferenza di Salisburgo del luglio 1940, la Germania chiese la sostituzione di diversi membri del gabinetto con personalità radicali filo-tedesche più affidabili. Ferdinand Ďurčanský fu sostituito come ministro degli interni da Alexander Mach, che allineò la politica anti-ebraica dello Stato slovacco con quella della Germania. Un altro risultato dei colloqui di Salisburgo fu la nomina dell'ufficiale delle SS Dieter Wisliceny a consigliere per gli affari ebraici per la Slovacchia, arrivata in agosto: in questo modo si mirò a impoverire la comunità ebraica in modo che diventasse un peso per gli slovacchi non ebrei, che avrebbero di conseguenza accettato la deportazione. Su iniziativa di Wisliceny, nel settembre 1940 il governo slovacco creò l'Ufficio economico centrale (ÚHÚ), guidato dal funzionario slovacco Augustín Morávek e sotto il controllo di Tuka. L'Ufficio economico aveva il compito di acquisire le proprietà dei possidenti ebraici. Gli ebrei dovevano registrare tali proprietà; i loro conti bancari, valutati in 245 milioni di Kčs nell'agosto 1941, furono congelati e gli ebrei poterono ritirare inizialmente solo 1000 Kčs, successivamente 150 Kčs, a settimana. Furono presi di mira i 22000 ebrei che lavorarono come salariati: i non ebrei dovevano ottenere il permesso dall'Ufficio economico centrale per assumere ebrei e quindi pagare una tassa.
A novembre fu approvata una seconda legge sull'arianizzazione, che impose l'espropriazione delle proprietà ebraiche e l'arianizzazione o liquidazione delle imprese ebraiche. In un processo di corruzione supervisionato dall'ufficio di Morávek, 10000 attività commerciali ebraiche (per lo più negozi) furono liquidate e le restanti, circa 2300, furono arianizzate. La liquidazione avvantaggiò le piccole imprese slovacche in concorrenza con le imprese ebraiche e l'arianizzazione fu applicata alle più grandi società di proprietà ebraica poi acquisite dai concorrenti. In molti casi, gli arianisti inesperti negli affari strinsero accordi con gli ex proprietari ebrei in modo che gli stessi ebrei continuassero a lavorare per l'azienda. L'arianizzazione delle imprese non portò le entrate previste nel tesoro slovacco e solo 288 delle imprese liquidate produssero entrate per lo Stato entro il luglio 1942.
L'arianizzazione e la liquidazione delle imprese furono quasi completate nel gennaio 1942, con il risultato che 64000 ebrei su 89000 persero i loro mezzi di sostentamento. Per gli ebrei, l'arianizzazione provocò un disastro, il loro impoverimento fu risolto con la deportazione nel 1942.
L'arianizzazione provocò un'immensa perdita finanziaria per la Slovacchia e una grande distruzione di ricchezza. Lo stato non riuscì a raccogliere i fondi sostanziali dalla vendita di proprietà e attività ebraiche, la maggior parte dei suoi guadagni continuò a provenire dalla confisca di conti bancari e titoli finanziari di proprietà degli ebrei. I principali beneficiari dell'arianizzazione furono i membri dei partiti politici fascisti slovacchi e dei gruppi paramilitari, desiderosi di acquisire proprietà ebraiche ma con poca esperienza nella gestione di imprese. Durante l'esistenza della Repubblica Slovacca, il governo guadagnò 1100 milioni di Kčs, spendendo circa 900-950 milioni di Kčs per far rispettare le misure antie-braiche introdotte. Nel 1942 lo Stato pagò al governo tedesco altri 300 milioni di Kčs per la deportazione di 58000 ebrei.

### Ústredňa Židov
Quando Wisliceny arrivò, tutte le organizzazioni della comunità ebraica furono sciolte e gli ebrei furono costretti a formare l'Ústredňa Židov (ÚŽ, subordinato all'Ufficio economico centrale) nel settembre 1940. Fu il primo Judenrat fuori dal Reich e dalla Polonia occupata dai tedeschi, l'ÚŽ fu l'unica organizzazione ebraica laica autorizzata ad esistere in Slovacchia; l'adesione fu richiesta per tutti gli ebrei. I leader della comunità ebraica furono divisi su come rispondere a questo sviluppo: sebbene alcuni sostenessero che l'ÚŽ sarebbe stato utilizzato per attuare le misure anti-ebraiche, molti notarono la partecipazione all'ÚŽ come un modo per aiutare i propri compagni ebrei ritardando l'attuazione di tali misure e alleviando la povertà.
Il primo leader degli ÚŽ fu Heinrich Schwartz, che contrastò al meglio gli ordini anti-ebraici: sabotò un censimento degli ebrei nella Slovacchia orientale che aveva lo scopo di giustificare la loro rimozione a ovest della nazione; Wisliceny lo fece arrestare nell'aprile 1941. Al suo posto fu nominato il più collaborativo Arpad Sebestyen. Wisliceny istituì un Dipartimento per gli affari speciali nell'ÚŽ per garantire la pronta attuazione dei decreti nazisti, nominando come direttore il collaborazionista Karol Hochberg, anche lui ebreo.

### Il lavoro forzato

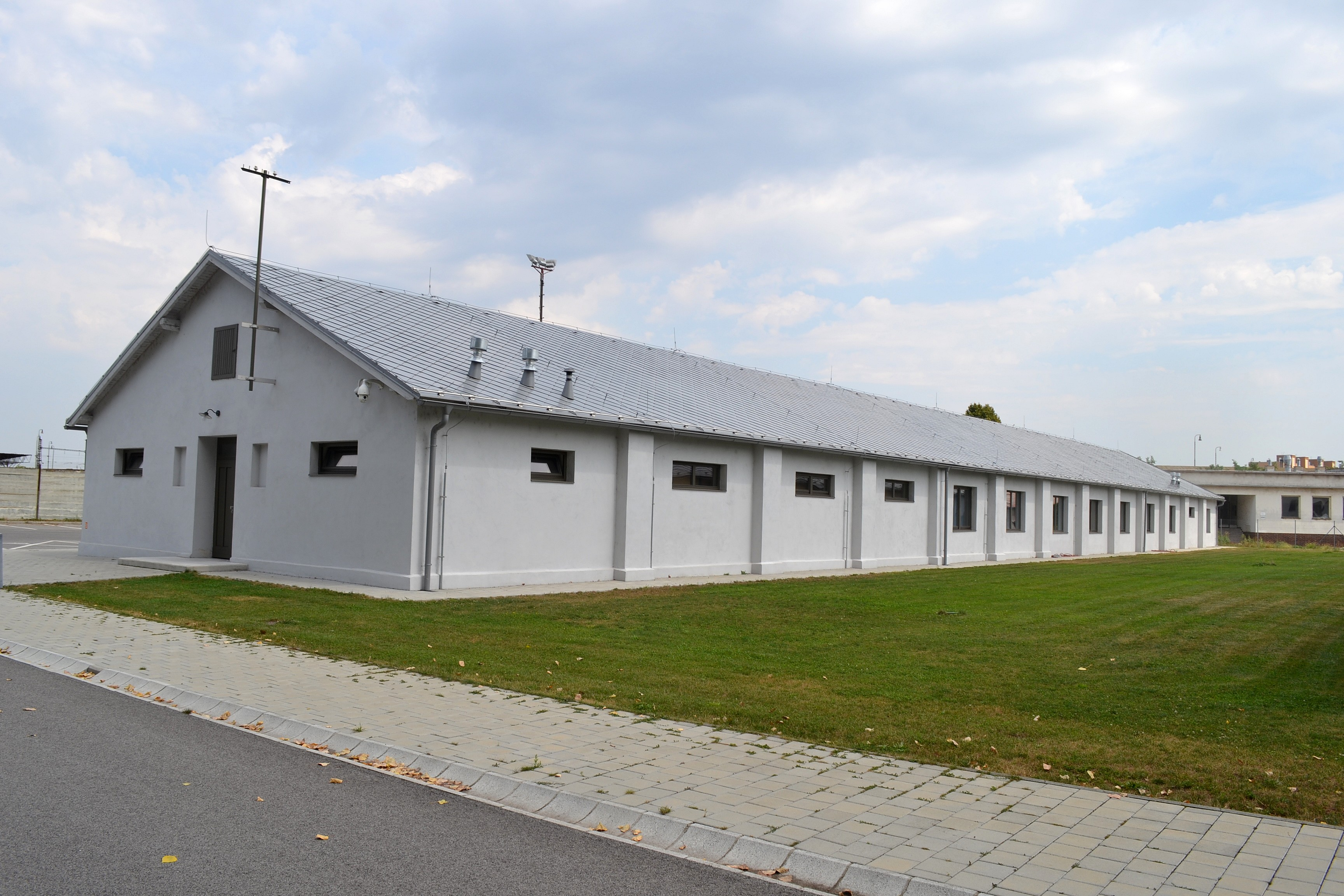
Caserma restaurata al Campo di concentramento di Sereď.

Nell'aprile 1939, gli ebrei in servizio nell'esercito furono segregati in un'unità di lavoro e alla fine dell'anno furono privati del loro grado. Dal 1940, gli ebrei maschi e i rom furono obbligati a lavorare per la difesa nazionale, generalmente un lavoro manuale nei progetti di costruzione per due mesi all'anno. Tutte le reclute considerate ebree o rom furono assegnate al sesto battaglione di lavoro nei cantieri militari di Sabinov, Liptovský Svätý Peter, Láb, Svätý Jur e Zohor durante l'anno successivo. Sebbene nel 1942 il Ministero della Difesa fosse stato spinto dal Ministero dell'Interno a rilasciare gli ebrei per la deportazione, la richiesta fu rifiutata. Il battaglione fu sciolto nel 1943 e gli operai ebrei furono inviati nei campi di lavoro.
I primi centri di lavoro furono istituiti all'inizio del 1941 dagli ÚŽ come corsi di riqualificazione per gli ebrei disoccupati; 13612 ebrei presentarono la domanda di partecipazione per i corsi entro il febbraio, superando di gran lunga la capacità dei programmi. Il 4 luglio, il governo slovacco emanò un decreto arruolante tutti gli uomini ebrei di età compresa tra i 18 e i 60 anni per lavoro. Sebbene gli ÚŽ dovessero integrare la paga dei lavoratori per soddisfare il salario minimo, i campi di lavoro aumentarono notevolmente il tenore di vita degli ebrei impoveriti dalla precedente arianizzazione. A settembre, 5500 ebrei svolgevano lavori manuali in aziende private in circa 80 piccoli centri di lavoro, la maggior parte dei quali furono sciolti negli ultimi mesi del 1941 come parte della preparazione alla deportazione. La costruzione di tre campi più grandi a Sereď, a Nováky e a Vyhne, iniziò nel settembre dello stesso anno.

### Il Codice Ebraico

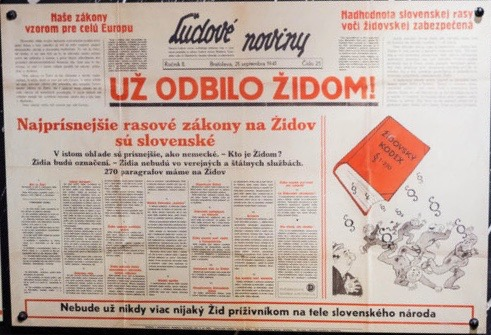
Titolo della pubblicazione del 21 settembre 1941 del ministero della propaganda:"Abbiamo avuto a che fare con gli ebrei! Le leggi più severe contro gli ebrei sono quelle della Slovacchia."

In accordo con l'insegnamento cattolico sulla razza, le leggi antisemite inizialmente definirono gli ebrei in base alla religione piuttosto che alla discendenza; gli ebrei battezzati prima del 1918 furono tutti considerati cristiani. Nel settembre 1940, gli ebrei furono banditi dall'istruzione secondaria e superiore, e da tutte le scuole non ebraiche, gli fu proibito di possedere veicoli a motore, attrezzature sportive o radio. Le autorità locali imposero autonomamente le misure anti-ebraiche; il presidente della regione di Šariš-Zemplín ordinò agli ebrei locali di indossare una fascia gialla attorno al braccio sinistro dal 5 aprile 1941, provocando in questo modo diversi attacchi violenti contro gli ebrei. A metà del 1941, quando l'attenzione si spostò sulla limitazione dei diritti civili degli ebrei dopo che erano stati privati delle loro proprietà a causa dell'arianizzazione, fu formato il Dipartimento 14 del Ministero dell'Interno per applicare le misure antiebraiche.
Il 9 settembre 1941 il parlamento slovacco approvò il cosiddetto Codice Ebraico, costituito da 270 articoli a carattere anti-ebraico. Basato sulle leggi di Norimberga, il codice definì gli ebrei in termini di discendenza, vietò i matrimoni misti e richiese che tutti gli ebrei di età superiore ai sei anni indossassero la stella gialla. Il codice escluse gli ebrei dalla vita pubblica, limitando gli orari di viaggio e di acquisto, vietando loro di frequentare club, organizzazioni ed eventi pubblici, inoltre gli ebrei dovevano pagare una tassa del 20% su tutte le proprietà. La propaganda del governo si vantò che il Codice Ebraico fosse l'insieme più rigoroso di leggi anti-ebraiche in Europa. Il presidente avrebbe potuto emettere delle esenzioni per proteggere i singoli ebrei dagli obblighi di legge. Gli ebrei impiegati furono inizialmente esentati da alcuni dei requisiti del codice, come indossare la stella.
La definizione razziale degli ebrei fu criticata dalla Chiesa cattolica e alla fine i convertiti furono esentati dal rispetto di alcuni requisiti. La Guardia di Hlinka e il Freiwillige Schutzstaffel aumentarono le violenze verso gli ebrei, parteciparono quotidianamente a manifestazioni antisemite e molestarono i non ebrei giudicati insufficientemente antisemiti. La legge consentì all'Ufficio centrale di costringere gli ebrei a cambiare residenza. Questa disposizione entrò in vigore il 4 ottobre 1941, quando a 10000 dei 15000 ebrei di Bratislava, che non erano impiegati o sposati tra loro, fu ordinato di trasferirsi in quattordici città. Il trasferimento fu pagato e permesso dal Dipartimento per i compiti speciali di ÚŽ. Sebbene agli ebrei fosse stato ordinato di partire entro il 31 dicembre, meno di 7000 persone si trasferirono entro marzo 1942.

## Le deportazioni (1942)

### La pianificazione

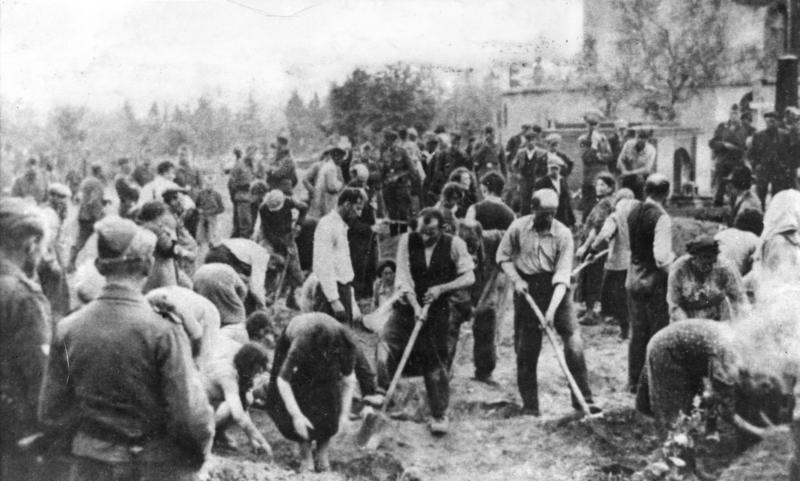
Ebrei costretti a scavare le proprie fosse a Zboriv, in Ucraina, 4 luglio 1941.

Le alte sfere del governo slovacco erano a conoscenza, già alla fine del 1941, degli omicidi di massa di ebrei nei territori occupati dai tedeschi. Nel luglio 1941, Wisliceny organizzò una visita di alcuni funzionari del governo slovacco in diversi campi gestiti dall'Organizzazione Schmelt, l'organizzazione che imprigionò gli ebrei nell'Alta Slesia orientale per impiegarli nei lavori forzati sulla Reichsautobahn. I visitatori si resero conto che gli ebrei nei campi vivevano in condizioni che alla fine avrebbero causato la loro morte. I soldati slovacchi parteciparono alle invasioni della Polonia e dell'Unione Sovietica; portarono le notizie delle sparatorie di massa degli ebrei e di almeno uno dei massacri. Alcuni slovacchi furono a conoscenza del massacro di Kamianets-Podilskyi del 1941, in cui 23600 ebrei, molti dei quali deportati dall'Ungheria, furono fucilati nell'Ucraina occidentale. Il ministro della Difesa Ferdinand Čatloš e il generale Jozef Turanec riferirono dei massacri a Zhytomyr al presidente Tiso nel febbraio 1942.
Sia il vescovo Karol Kmeťko, sia l'incaricato d'affari pontificio Giuseppe Burzio, si confrontarono con il presidente alla luce dei rapporti attendibili dell'omicidio di massa di civili ebrei in Ucraina. I giornali slovacchi scrissero molti articoli nel tentativo di confutare le voci secondo cui gli ebrei deportati sarebbero stati maltrattati, indicando alla metà del 1942 la conoscenza generale che gli ebrei deportati non erano più in vita.
A metà del 1941, in base agli accordi precedenti, i tedeschi chiesero altri 20000 lavoratori slovacchi per lavorare in Germania. La Slovacchia rifiutò di inviare altri slovacchi gentili e invece offrì un numero pari di lavoratori ebrei. Una lettera inviata il 15 ottobre 1941 indica che si stavano preparando all'omicidio di massa degli ebrei nel distretto di Lublino per fare spazio agli ebrei deportati dalla Slovacchia e dalla Germania.
Alla fine di ottobre, Tiso, Tuka, Mach e Čatloš visitarono la tana del lupo, vicino a Rastenburg in Prussia orientale, e si incontrarono con Adolf Hitler. Non è rimasta nessuna traccia di questo incontro, fu probabilmente discussa per la prima volta la deportazione degli ebrei dalla Slovacchia, portando a un dibattito storiografico su chi ha proposto l'idea. Anche se i tedeschi presentarono l'offerta iniziale, la decisione slovacca non fu motivata da pressioni tedesche. Nel novembre 1941, il governo slovacco permise al governo tedesco di deportare i 659 ebrei slovacchi che vivevano nel Reich e nel protettorato di Boemia e Moravia nella Polonia occupata dai tedeschi, con la condizione che i loro beni confiscati passassero alla Slovacchia: questo fu il primo passo verso la deportazione degli ebrei dalla Slovacchia, di cui Tuka discusse con Wisliceny all'inizio del 1942; come indicato da un cablogramma dell'ambasciatore tedesco in Slovacchia, Hanns Ludin, gli slovacchi risposero "con entusiasmo" all'idea.
I politici di HSĽS lascerebbero le loro mogli salire su un vagone ferroviario con cinque bambini piccoli per poi affrontare un viaggio di venti ore in treno solo per arrivare a Bratislava, per non parlare di Auschwitz o Lublino nella Polonia occupata? Sarebbero d'accordo che è normale per i loro genitori ottantenni di essere trasportati nello stesso modo? Potrebbero sopravvivere ad un viaggio del genere?
Tuka presentò la proposta di espulsione al governo il 3 marzo e ne discusse in parlamento tre giorni dopo. Il 15 maggio il parlamento approvò il decreto 68/1942, che legalizzava retroattivamente la deportazione degli ebrei, autorizzava anche la revoca della loro cittadinanza e ne regolava le esenzioni. L'opposizione era incentrata sugli ostacoli economici, morali e legali, ma, come affermò in seguito Mach, "ogni [legislatore] che si è pronunciato su questo tema ha detto che dovremmo sbarazzarci degli ebrei".
Il rappresentante cattolico ufficiale e vescovo di Spiš, Ján Vojtaššák, richiese solo insediamenti separati in Polonia per gli ebrei convertiti al cristianesimo. Gli slovacchi accettarono di pagare 500 Reichsmark per ogni ebreo deportato (apparentemente per coprire le spese di riparo, cibo, riqualificazione e alloggio) e una tassa aggiuntiva alla Deutsche Reichsbahn per il trasporto. La tassa di 500 Reichsmark era equivalente a circa 125 USD dell'epoca, o 2000 USD di oggi. In cambio, tedeschi promisero che gli ebrei non sarebbero mai tornati e la Slovacchia avrebbe potuto mantenere tutte le proprietà confiscate. Fatta eccezione per lo Stato Indipendente di Croazia, che pagava 30 Reichsmark a persona, la Slovacchia fu l'unico paese che pagò per deportare la sua popolazione ebraica. Secondo lo storico Donald Bloxham "il fatto che il regime di Tiso abbia lasciato che la Germania facesse il lavoro sporco non deve nascondere il suo desiderio di ripulire l'economia e in definitiva la società in nome della cristianizzazione".

### La prima fase

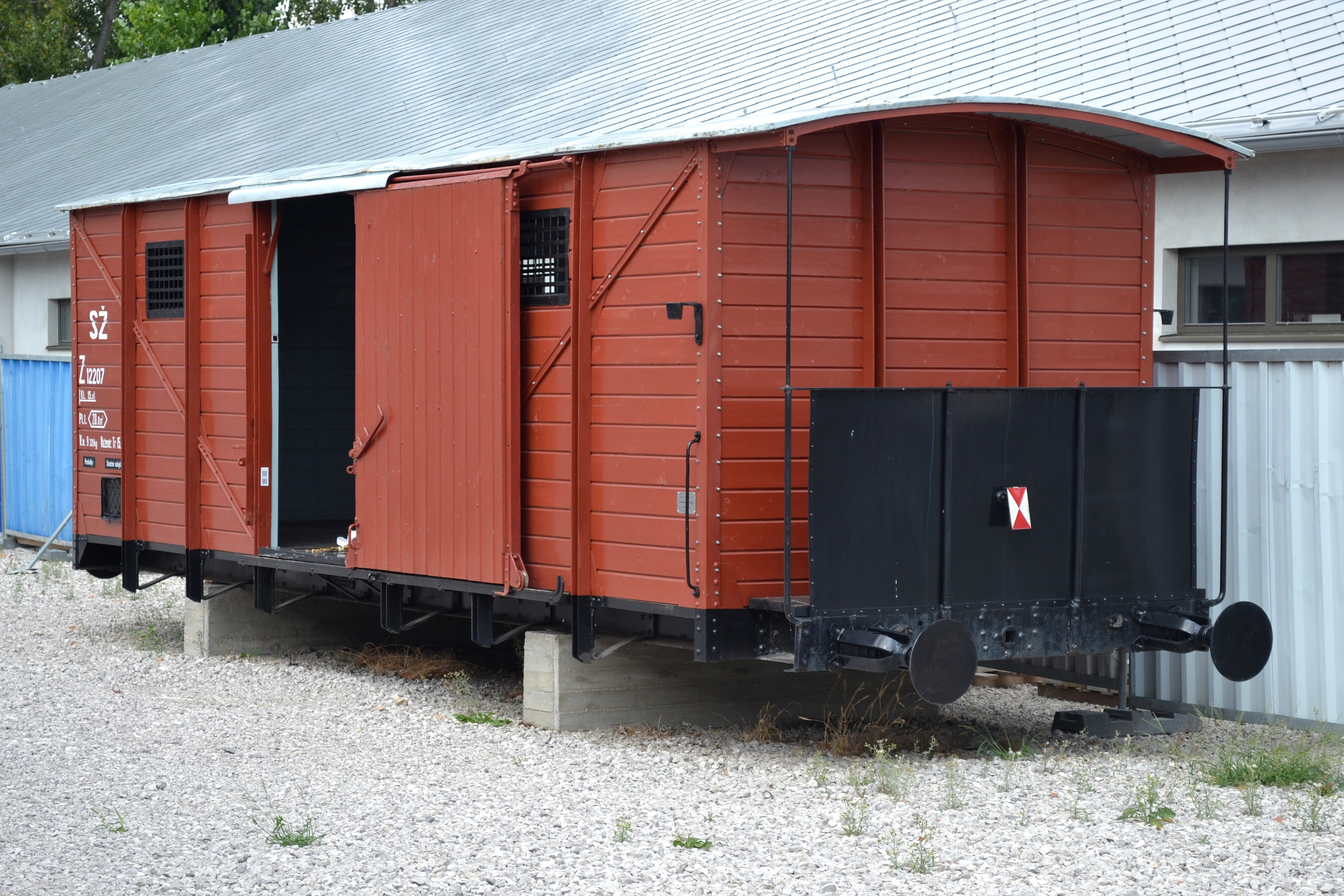
Carrozza restaurata usata per trasportare gli ebrei slovacchi. "SŽ" sta per Slovenské Železnice (Società ferroviaria slovacca).

Il piano di deportazione originario, approvato nel febbraio 1942, prevedeva la deportazione di 7000 donne ad Auschwitz e di 13000 uomini a Majdanek come lavoratori forzati. Il Dipartimento 14 organizzò le deportazioni, mentre il Ministero dei Trasporti slovacco fornì i carri bestiame. Gli elenchi dei deportati furono stilati dal Dipartimento 14 sulla base dei dati statistici forniti dal Dipartimento per i compiti speciali del Centro ebraico.
Alla stazione di confine di Zwardon, la Guardia di Hlinka consegnò i trasporti alla Schutzpolizei tedesca. I funzionari slovacchi promisero che ai deportati sarebbe stato permesso di tornare a casa dopo un determinato periodo, e molti ebrei inizialmente credettero che fosse meglio denunciare la deportazione piuttosto che rischiare rappresaglie contro le loro famiglie. Il 25 marzo 1942, il primo trasporto partì dal campo di transito di Poprad diretto ad Auschwitz con 1000 donne ebree non sposate di età compresa tra 16 e 45 anni. Durante la prima ondata di deportazioni, terminata il 2 aprile, 6000 giovani, singoli ebrei furono deportati ad Auschwitz e Majdanek.
I membri della Guardia di Hlinka, il Freiwillige Schutzstaffel e la gendarmeria furono incaricati di radunare gli ebrei, sorvegliare i centri di transito e infine costringerli a salire sui vagoni per la deportazione. Un ufficiale tedesco fu di stanza in ciascuno dei centri di concentramento.
Le esenzioni ufficiali avrebbero dovuto impedire che alcuni ebrei venissero deportati, ma le autorità locali a volte deportarono anche i titolari di esenzioni. Le vittime ricevevano solo quattro ore di preavviso, per impedire loro di fuggire. Le percosse e la rasatura forzata erano all'ordine del giorno, così come il sottoporre gli ebrei a ricerche invasive per scoprire oggetti di valore nascosti. Sebbene alcune guardie e funzionari locali accettassero tangenti per tenere gli ebrei fuori dai trasporti, generalmente la vittima venne deportata sul treno successivo mentre altri approfittarono del loro potere per violentare le donne ebree. Gli ebrei poterono portare con sé solo 50 chilogrammi di oggetti personali ma anche questi vennero spesso requisiti.

### I trasporti delle famiglie
Reinhard Heydrich, il capo dell'Ufficio della sicurezza del Reich, visitò Bratislava il 10 aprile. Insieme a Tuka convennero che ulteriori deportazioni avrebbero preso di mira intere famiglie e che alla fine avrebbero rimosso tutti gli ebrei dalla Slovacchia. I trasporti delle intere famiglie iniziarono l'11 aprile trasportando le vittime nel distretto di Lublino. Durante la prima metà di giugno 1942 dieci trasporti si fermarono brevemente a Majdanek, dove alcuni uomini normodotati furono selezionati per il lavoro; i treni proseguirono poi verso il campo di sterminio di Sobibór, dove furono uccise le restanti vittime. La maggior parte dei treni portò le vittime, 30000 in totale, nei ghetti i cui abitanti erano stati recentemente deportati nei campi di sterminio di Bełżec o Sobibor. Alcuni gruppi rimasero solo brevemente prima di essere nuovamente deportati nei campi di sterminio, mentre altri gruppi rimasero nei ghetti per mesi o anni.
Parte dei deportati finirono nei campi di lavoro forzato del distretto di Lublino (come Poniatowa, Dęblin–Irena e Krychów). Insolitamente, i deportati nel distretto di Lublino furono rapidamente in grado di stabilire un contatto con gli ebrei rimasti in Slovacchia, il che portò a ottenere vasti sforzi di aiuto. Il destino degli ebrei deportati dalla Slovacchia fu quindi "sigillato nel quadro dell'operazione Reinhard" insieme a quello degli ebrei polacchi, nelle parole di Yehoshua Büchler.

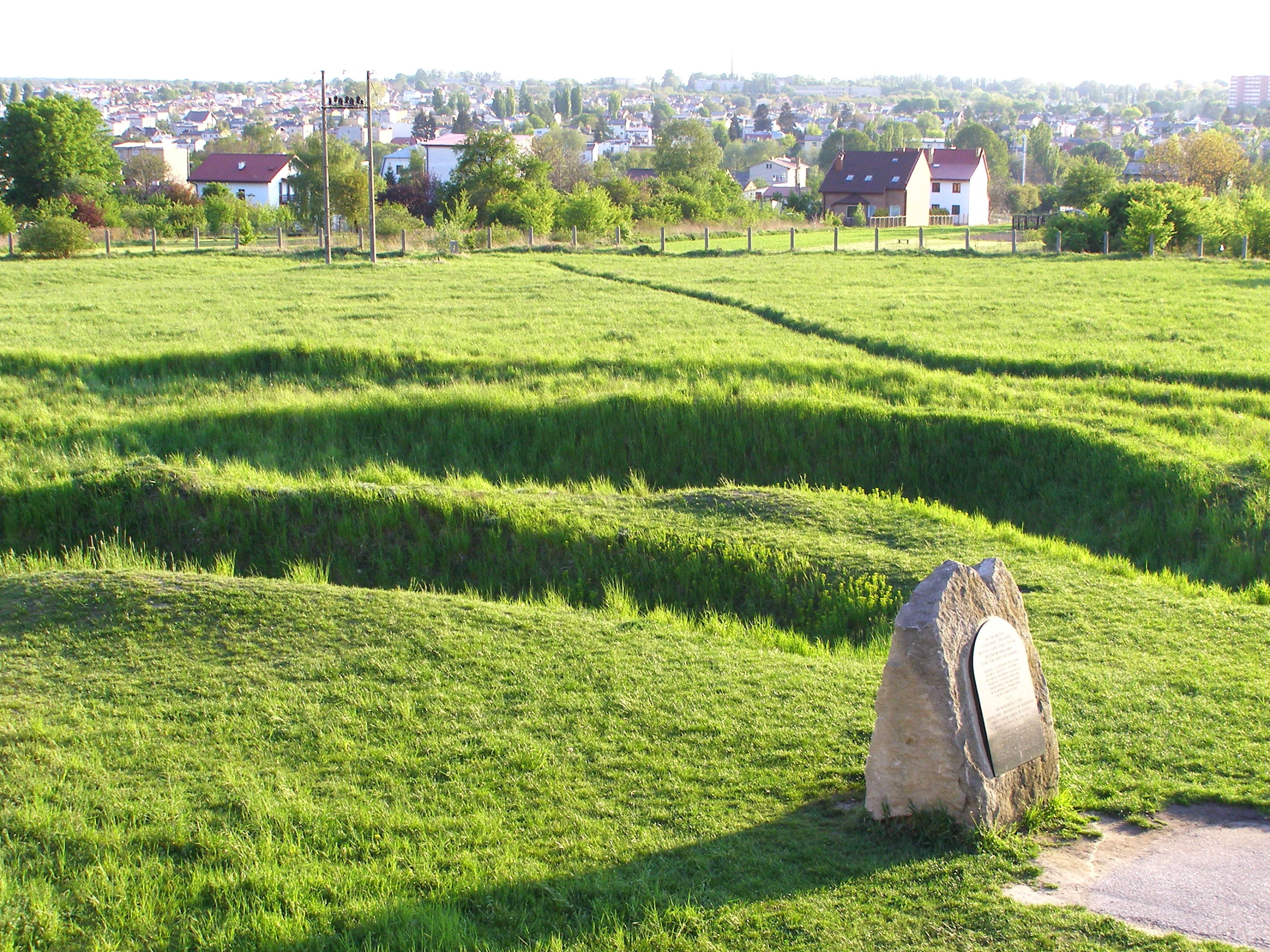
Trincee a Majdanek dove gli ebrei furono uccisi durante Operazione Erntefest il 3 novembre 1943.

I trasporti furono destinati ad Auschwitz dopo la metà di giugno, dove la minoranza delle vittime fu selezionata per il lavoro e il resto fu ucciso nelle camere a gas. Ciò avvenne per nove trasporti, l'ultimo dei quali arrivò il 21 ottobre 1942. Nessun trasporto partì tra il 1º agosto e il 18 settembre; la maggior parte degli ebrei non esenti dalla deportazione fu deportata o riuscì comunque a fuggire in Ungheria. A metà agosto Tiso tenne un discorso a Holič in cui descrisse gli ebrei come "l'eterno nemico" giustificando le deportazioni secondo l'etica cristiana. Al momento del discorso, il governo slovacco disponeva di informazioni accurate sull'omicidio di massa dei deportati dalla Slovacchia; la richiesta ufficiale di ispezionare i campi in cui si tenevano gli ebrei slovacchi in Polonia fu respinta da Eichmann. Altri tre trasporti avvennero nel settembre e nell'ottobre 1942 prima di cessare fino al 1944. Alla fine del 1942, solo 500 o 600 ebrei slovacchi erano ancora vivi ad Auschwitz. Migliaia di ebrei slovacchi sopravvissuti nel distretto di Lublino furono fucilati il 3-4 novembre 1943 durante l'Operazione Erntefest.
Tra il 25 marzo e il 20 ottobre 1942 furono deportati quasi 58000 ebrei, cioè due terzi della popolazione. Il numero esatto è sconosciuto a causa delle discrepanze nelle fonti. Le deportazioni colpirono in modo sproporzionato gli ebrei più poveri della Slovacchia orientale. Sebbene la regione di Šariš-Zemplín abbia perso dall'85 al 90% della sua popolazione ebraica, Žilina ha riferito che quasi la metà dei suoi ebrei è rimasta dopo la deportazione. I deportati furono trattenuti brevemente in cinque campi in Slovacchia prima della deportazione; 26384 da Žilina, 7500 da Patrónka, 7000 da Poprad, 4463 da Sereď, e da 4000 a 5000 da Nováky. Diciannove treni arrivarono ad Auschwitz, e altri trentotto arrivarono nei ghetti e nei campi di concentramento e sterminio del distretto di Lublino. Solo poche centinaia di deportati sopravvissero alla guerra, la maggior parte ad Auschwitz, mentre quasi nessuno è sopravvissuto nel distretto di Lublino.

### L'opposizione, l'esenzione e l'evasione
La Santa Sede si oppose alla deportazione, temendo che tali azioni da parte di un governo cattolico avrebbero screditato la chiesa. Domenico Tardini, sottosegretario di Stato vaticano, scrisse in una nota privata: "Tutti capiscono che la Santa Sede non può fermare Hitler. Ma chi può capire che non sa tenere a freno un prete?" Secondo un rapporto del Sicherheitsdienst, Burzio minacciò Tiso con una interdizione. I vescovi slovacchi furono equivoci approvando il deicidio ebraico e altri miti antisemiti mentre esortarono i cattolici a trattare gli ebrei con umanità. La Chiesa cattolica alla fine scelse di non disciplinare nessuno dei cattolici slovacchi che furono complici delle azioni del regime. I funzionari dell'ÚŽ e molti dei più influenti rabbini slovacchi inviarono delle petizioni a Tiso, senza però ricevere risposta. Ludin riferì che le deportazioni furono "molto impopolari", ma pochi slovacchi presero dei provvedimenti contro di loro.
Nel marzo 1942, nacque la Pracovná Skupina (un'organizzazione clandestina che operava sotto gli auspici dell'ÚŽ) per opporsi alle deportazioni. I suoi leader, l'organizzatrice sionista Gisi Fleischmann e il rabbino ortodosso Michael Dov Weissmandl, corruppero Anton Vašek, capo del Dipartimento 14, e Wisliceny. Non è noto se gli sforzi del gruppo abbiano avuto qualche collegamento con il blocco delle deportazioni.
Molti ebrei vennero a conoscenza del destino che li attendeva durante la prima metà del 1942, da fonti come lettere di ebrei deportati o fuggitivi. Circa 5000-6000 ebrei fuggirono in Ungheria per evitare le deportazioni, molti pagando tangenti o con l'aiuto di contrabbandieri e del movimento giovanile sionista Hashomer Hatzair; circa un terzo di coloro che fuggirono in Ungheria sopravvisse alla guerra. Molti proprietari di attività arianizzate chiesero le esenzioni dal lavoro per gli ex proprietari ebrei. In alcuni casi si trattò di un'arianizzazione fittizia; altri arianisti, motivati dal profitto, tenevano in giro gli ex proprietari ebrei per le loro abilità.
Circa 2000 ebrei avevano documenti falsi che li identificavano come ariani, alcuni ecclesiastici cristiani battezzarono gli ebrei, anche quelli che non erano sinceramente convertiti. Sebbene la conversione dopo il 1939 non esentasse dalla deportazione, essere battezzati rendeva più facile ottenere altri tipi di esenzioni e alcuni documenti modificati dal clero per precedere con i battesimi.
Dopo le deportazioni, tra 22000 e 25000 ebrei vissero ancora in Slovacchia. Circa 16000 ebrei furono esentati; ci furono 4217 convertiti al cristianesimo prima del 1939, almeno 985 ebrei tramite matrimoni misti, e 9687 titolari di esenzioni economiche (in particolare medici, farmacisti, ingegneri ed esperti agrari, le cui professioni erano carenti). Mille ebrei furono protetti da esenzioni presidenziali, per lo più in aggiunta ad altre esenzioni. Oltre agli ebrei esentati, circa 2500 furono internati nei campi di lavoro, e un migliaio prestarono servizio nel sesto battaglione di lavoro. Quando le deportazioni furono sospese, il governo fu a conoscenza della posizione di solo 2500 ebrei esentati.

## L'interruzione (1943)

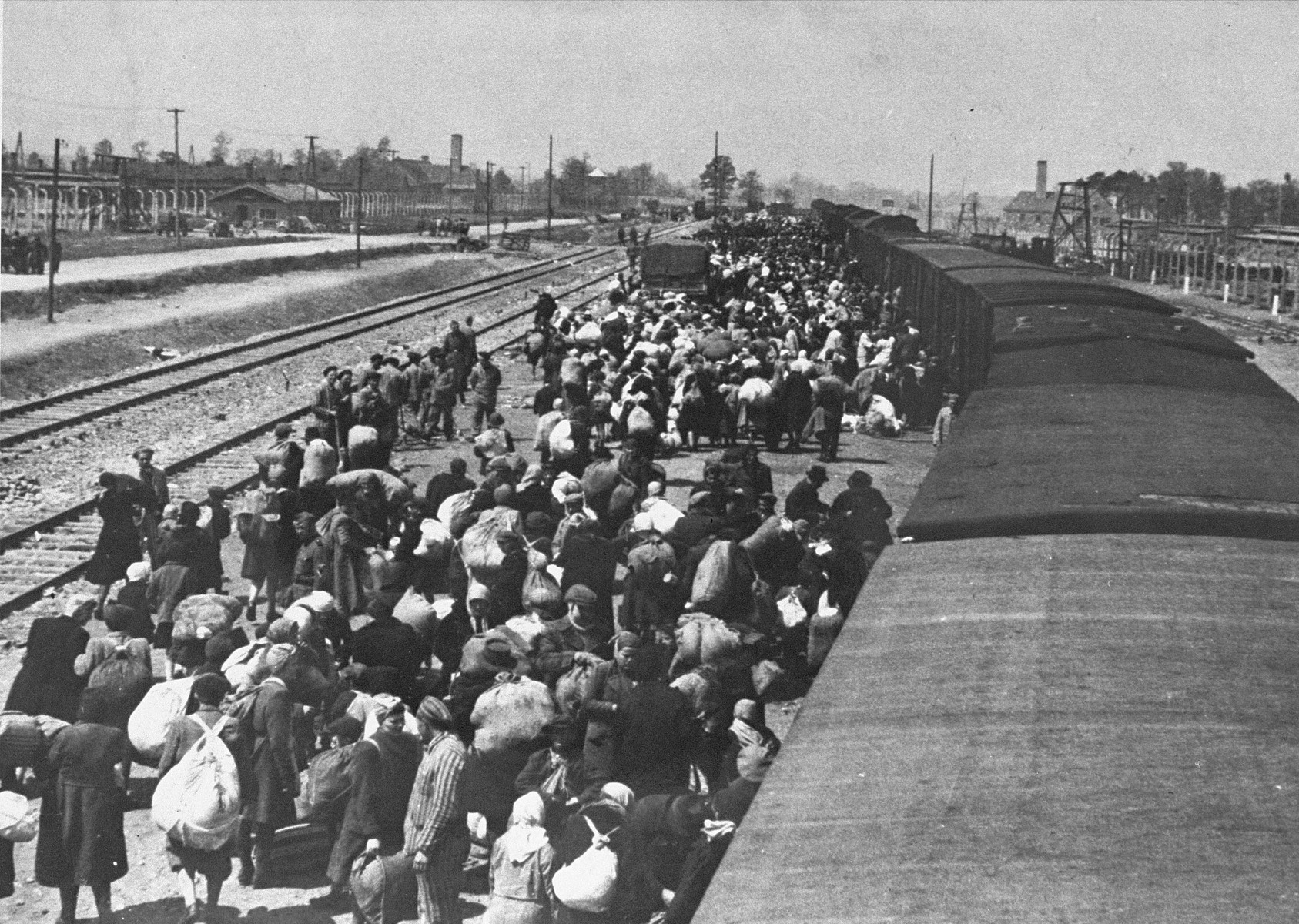
Gli ebrei della Rutenia arrivano ad Auschwitz, maggio 1944.

Durante il 1943, l'applicazione delle leggi antiebraiche diminuì e molti ebrei smisero di indossare la stella gialla. Tuttavia, i restanti ebrei – anche quelli esentati – continuarono a vivere nel costante timore della deportazione. Gli ÚŽ cercarono di migliorare le condizioni dei lavoratori nei campi slovacchi e per aumentare la produttività, per rafforzare l'incentivo a mantenere i propri lavoratori in Slovacchia. Nel 1943, i campi di lavoro guadagnarono 39 milioni di Kčs per lo Stato slovacco. L'interruzione delle deportazioni dalla Slovacchia consentì al Pracovná Skupina di lanciare il Piano Europa, uno sforzo infruttuoso per corrompere il capo delle SS Heinrich Himmler per risparmiare gli ebrei sopravvissuti sotto l'occupazione tedesca. Pracovná Skupina ha contrabbandò anche gli aiuti per gli ebrei in Polonia, e aiutò gli ebrei polacchi a fuggire in Ungheria attraverso la Slovacchia. Alla fine di aprile 1944 due fuggitivi di Auschwitz, Rudolf Vrba e Alfred Wetzler, raggiunsero la Slovacchia. Pracovná Skupina inviò il proprio rapporto in Ungheria e Svizzera, raggiungendo gli alleati a luglio.
Dopo la battaglia di Stalingrado e gli altri capovolgimenti nella guerra sempre più impopolare nell'est, i politici slovacchi si resero conto che era plausibile una sconfitta tedesca. Alcuni politici dell'HSĽS (soprattutto quelli della fazione più radicale) incolparono gli ebrei delle battute d'arresto economiche e si mossero per la deportazione della restante popolazione. Il 7 febbraio 1943, in una manifestazione a Ružomberok, Mach annunciò che i trasporti sarebbero presto ripresi.
All'inizio del 1943, la Guardia di Hlinka e il Dipartimento 14 si prepararono alla ripresa delle deportazioni con la registrazione degli ebrei, la cancellazione delle esenzioni economiche e la caccia agli ebrei nascosti. Il piano per spedire quattro treni tra il 18 e il 22 aprile non fu attuato. In risposta alla minacciata ripresa, l'8 marzo i vescovi slovacchi inviarono una lettera pastorale in latino in cui condannavano l'antisemitismo e il totalitarismo mentre difendevano i diritti di tutti gli ebrei. La Germania esercitò pressioni crescenti sullo Stato slovacco affinché consegnasse i suoi ebrei rimasti nel 1943 e nel 1944, ma i politici slovacchi non accettarono di riprendere le deportazioni.
Alla fine del 1943, i principali ufficiali dell'esercito e l'intellighenzia formarono il Consiglio nazionale slovacco per pianificare l'insurrezione; il consiglio unì gli oppositori del regime sia comunisti che democratici. Altri antifascisti si ritirarono sui monti Carpazi e formarono dei gruppi partigiani. I preparativi per la rivolta suscitarono sentimenti contrastanti nei restanti ebrei slovacchi, temevano infatti che una rivolta avrebbe portato a una ulteriore repressione della loro comunità. I gruppi clandestini si organizzarono nei campi di Sereď e di Nováky. Le autorità slovacche iniziarono a registrare nuovamente gli ebrei nel gennaio 1944, spingendo alcuni a fuggire in Ungheria. Il 19 marzo 1944 la Germania invase l'Ungheria, inclusa la Rutenia e le aree cedute dalla Cecoslovacchia nel 1938. Gli ebrei slovacchi fuggiti in Ungheria tentarono di rientrare, ma molti furono arrestati al confine e deportati direttamente ad Auschwitz.
L'ambasciatore slovacco a Budapest, Ján Spišiak, rilasciò dei documenti a 3000 ebrei consentendo loro di attraversare legalmente il confine, portando quindi il numero totale di ebrei in Slovacchia a 25000. Tra il 14 maggio e il 7 luglio, 437000 ebrei furono deportati dall'Ungheria, la maggior parte ad Auschwitz, compresi molti ebrei slovacchi nel paese. Per contrastare la presunta minaccia alla sicurezza degli ebrei nella regione di Šariš-Zemplín, con la linea del fronte che si spostava verso ovest, il 15 maggio 1944 il governo slovacco ordinò agli ebrei di trasferirsi nella parte occidentale del paese.

## La ripresa delle deportazioni (1944-1945)

### L'invasione tedesca

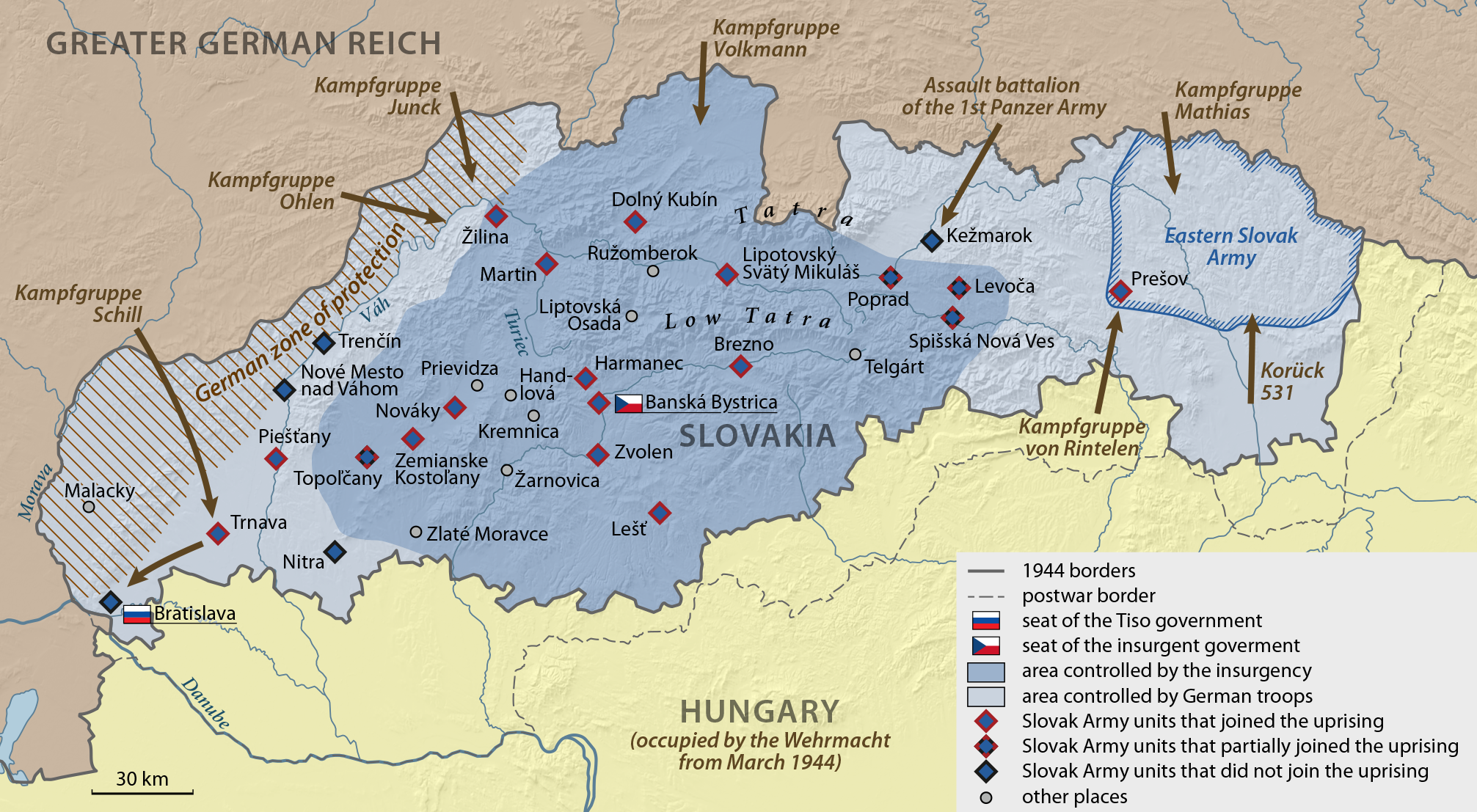
La situazione durante i primi giorni dell'Insurrezione nazionale slovacca.

Preoccupata per l'aumento della resistenza, la Germania invase la Slovacchia; questo fece precipitare la rivolta nazionale slovacca, scoppiata il 29 agosto 1944. Le forze ribelli si impadronirono della Slovacchia centrale ma furono sconfitte il 27 ottobre a Banská Bystrica. I partigiani si ritirarono sulle montagne e continuarono la loro campagna di guerriglia nel 1945. Un nuovo governo prestò giuramento, con il cugino di Tiso Štefan come primo ministro; Jozef rimase presidente. L'incaricato d'affari pontificio Burzio incontrò Tiso il 22 e 29 settembre, secondo quanto riferito definendo Tiso un bugiardo quando il presidente ha negato la conoscenza delle deportazioni. Pio XII incaricò Burzio di riferire a Tiso che il Vaticano condannava la persecuzione di individui per la loro razza o nazionalità. Gli Stati Uniti e la Svizzera presentarono proteste formali contro la deportazione degli ebrei. La propaganda slovacca accusava ebrei e cechi della rivolta. Tuttavia, il governo slovacco preferì la concentrazione degli ebrei nei campi di concentramento in Slovacchia alla loro deportazione. Tiso chiese ai tedeschi di risparmiare almeno gli ebrei battezzati e quelli sposati in matrimoni misti, ma le sue richieste furono ignorate.
La rivolta fornì ai tedeschi l'opportunità di attuare la soluzione finale in Slovacchia. Le azioni anti-ebraiche furono nominalmente controllate dal Ministero della Difesa slovacco, ma in pratica i tedeschi dettarono la politica. A differenza delle deportazioni del 1942, i rastrellamenti degli ebrei furono organizzati e poi effettuati dalle forze tedesche.
L'ufficiale delle SS Alois Brunner, che aveva partecipato all'organizzazione dei trasporti di ebrei dalla Francia e dalla Grecia, arrivò in Slovacchia per organizzare la deportazione degli ebrei rimasti nel paese. L'unità SS Einsatzgruppe H, tra cui Einsatzkommandos 13, 14 e 29, fu inizialmente costituita per reprimere la rivolta subito dopo l'inizio e radunare ebrei e rom. I collaboratori locali, tra cui SS-Heimatschutz (HS), Freiwillige Schutzstaffel e la Guardia di Hlinka, furono essenziali per il lavoro dell'Einsatzgruppe H. I collaboratori denunciarono i clandestini, si spacciarono per partigiani e aiutarono negli interrogatori.
Dopo l'inizio della rivolta, migliaia di ebrei fuggirono nell'interno montuoso e nelle aree controllate dai partigiani intorno a Banská Bystrica, inclusi molti che lasciarono i campi di lavoro dopo la fuga delle guardie. Circa 1600-2000 ebrei combatterono come partigiani, il dieci% della forza totale dei ribelli, sebbene molti nascosero la loro identità a causa dell'antisemitismo nel movimento partigiano. La legislazione anti-ebraica nelle aree liberate fu annullata dal Consiglio nazionale slovacco, ma l'atteggiamento della popolazione locale variava: alcuni rischiarono la vita per nascondere gli ebrei, altri li consegnarono alla polizia. A differenza del 1942, per i soccorritori era in vigore la pena di morte; la maggioranza fornì aiuto dietro compenso, sebbene vi fossero anche casi di salvataggi disinteressati. Molti ebrei trascorsero dai sei agli otto mesi in rifugi improvvisati o bunker in montagna, mentre altri si nascosero nelle case di non ebrei. Indipendentemente da ciò, gli ebrei richiesero denaro da sei a otto mesi per le spese di soggiorno e l'aiuto di non ebrei disposti a fornire assistenza. Alcuni ebrei nei rifugi dovettero tornare a casa più tardi durante l'inverno, rischiando la cattura, a causa della fame e del freddo. Vivere apertamente e continuare a lavorare con carte false fu generalmente possibile solo a Bratislava.

### I rastrellamenti
Gli ebrei catturati furono brevemente imprigionati nelle carceri locali o nell'ufficio dell'Einsatzgruppe H a Bratislava, da cui furono inviati al campo di Sereď per la deportazione. Le autorità locali fornirono gli elenchi di ebrei e anche molti residenti locali denunciarono gli ebrei. Nella prima metà di settembre ci furono incursioni su larga scala a Topoľčany (3 settembre), Trenčín e Nitra (7 settembre), durante le quali 616 ebrei furono arrestati e imprigionati a Ilava e Sereď. A Zilina, l'Einsatzkommando 13 e i collaboratori arrestarono centinaia di ebrei nella notte tra il 13 e il 14 settembre. Le vittime furono deportate a Sereď o Ilava e poi ad Auschwitz, dove la maggior parte fu assassinata. L'Einsatzgruppe H riferì che alcuni ebrei riuscirono a fuggire a causa della mancanza del personale, ma che sia i tedeschi che gli slovacchi generalmente sostennero i rastrellamenti e aiutarono a rintracciare gli evasori. Dopo la sconfitta dei rivoltosi, le forze tedesche diedero la caccia anche agli ebrei nascosti sulle montagne. Sebbene la maggior parte delle vittime sia stata arrestata durante i primi due mesi di occupazione, la caccia agli ebrei continuò fino al 30 marzo 1945, quando un prigioniero ebreo fu portato a Sereď solo per tre giorni prima della liberazione del campo.
Mezza Bratislava era in piedi questa mattina per vedere lo spettacolo del Judenevakuierung [...], guidata da una SS nei confronti di un ebreo ritardato sostenuto dalla folla [...] battendo le mani e con grida di incoraggiamento.(Fonte: rapporto del Sicherheitsdienst del 29 settembre
Alcuni ebrei furono arrestati a Bratislava entro il 20 settembre. Il più grande rastrellamento fu compiuto in città nella notte tra il 28 e il 29 settembre dall'Einsatzkommando 29, aiutato da 600 collaboratori di HS e POHG e da un'unità della Luftwaffe che presidiò le strade: circa 1600 ebrei furono arrestati e portati a Sereď. Circa 300 ebrei con cittadinanza straniera furono temporaneamente ospitati in un castello a Marianka. L'11 ottobre ci fu un'irruzione nel castello; tutti i prigionieri tranne tre furono portati a Sereď e quindi deportati ad Auschwitz il 17 ottobre. A metà ottobre, presso l'ex Centro Ebraico fu istituito un ufficio per dare la caccia agli ebrei nascosti, dove si verificarono torture agli ebrei catturati facendogli rivelare i nomi e gli indirizzi di altri ebrei. A circa duemila ebrei rimasti a Bratislava fu ordinato di consegnarsi il 20 novembre, ma pochi lo fecero. La metà degli ebrei arrestati dopo il 19 novembre si trovava a Bratislava, la maggior parte si nascondeva con documenti falsi. Henri Dunand della Croce Rossa fornì i finanziamenti necessari per un gruppo clandestino guidato da Arnold Lazar, per fornire denaro, cibo e vestiti agli ebrei che si nascondevano a Bratislava.

### Le deportazioni

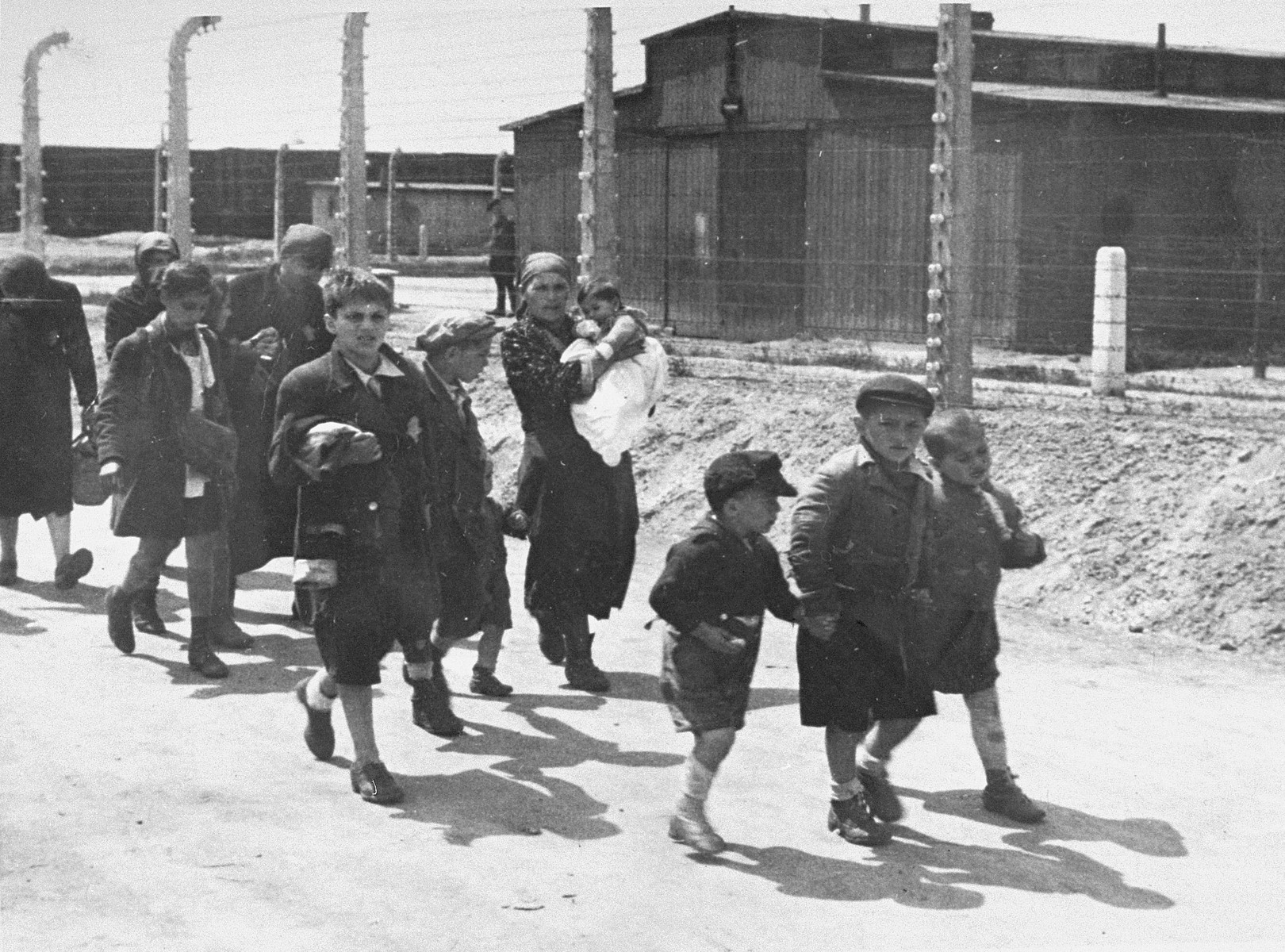
Donne e bambini ebrei in cammino verso le camere a gas.

Il campo di concentramento di Sereď fu la struttura principale per l'internamento degli ebrei prima della loro deportazione. Sebbene non ci fossero stati trasporti fino alla fine di settembre, gli ebrei subirono un trattamento duro, inclusi stupri e omicidi, e un pesante sovraffollamento della strattura poiché la popolazione aumentò a 3000 individui, più del doppio della capacità prevista. Brunner assunse l'amministrazione del campo dal governo slovacco alla fine di settembre. Circa 11700 persone furono deportate su undici trasporti; i primi cinque trasporti, avvenuti dal 30 settembre al 17 ottobre, furono destinati ad Auschwitz, dove la maggior parte delle vittime fu gasata. L'ultimo trasporto verso Auschwitz, il 2 novembre, arrivò dopo la chiusura delle camere a gas. I trasporti successivi partirono alla volta dei campi di Sachsenhausen, Bergen-Belsen, Ravensbrück e Theresienstadt.
Il 1° e il 5 settembre due piccoli trasporti partirono da Čadca verso Auschwitz; lo storico Fatran stima che il numero totale dei deportati fosse di circa 400 persone. Tra settembre e ottobre, almeno 131 persone furono deportate dalla Slovacchia via Zakopane; due dei trasporti terminarono a Cracovia-Płaszów e il terzo ad Auschwitz. Un trasporto da Prešov, in partenza il 26 novembre, arrivò a Ravensbrück. Secondo un'indagine penale cecoslovacca, il 16 ottobre e il 16 dicembre altri 800 ebrei furono deportati in due trasporti dalla Slovacchia orientale.
I dettagli sui trasporti in partenza da località diverse da Sereď sono frammentari, e non si conosce il numero totale dei deportati. Lo storico slovacco Ivan Kamenec ha stimato che 13500 ebrei furono deportati nel 1944 e nel 1945, di cui 10000 morirono, ma la storica israeliana Gila Fatran e la storica ceca Lenka Šindelářová ritengono che 14150 deportati possano essere verificati e che la cifra reale potesse essere più alta. Il regime slovacco trasferì anche diverse centinaia di prigionieri politici sotto la custodia tedesca, deportati nel campo di concentramento di Mauthausen, dove molti vi morirono.

### I massacri
Dopo l'invasione tedesca, circa 4000 persone furono uccise in Slovacchia, per lo più dalle Einsatzgruppe H e con l'aiuto dei collaboratori locali. Circa la metà delle vittime furono ebrei; altre vittime inclusero i partigiani, i sostenitori della rivolta e i rom. Una delle prime esecuzioni avvenne nel distretto di Topoľčany, dove l'Einsatzkommando 14 iniziò la sua retata di massa di ebrei. Molti degli ebrei arrestati furono portati a Sereď per la deportazione, mentre 53 furono fucilati a Nemčice l'11 settembre. La più grande esecuzione fu a Kremnička, un piccolo villaggio a 6 chilometri da Banská Bystrica. Alla conquista della roccaforte, i ribelli, gli ebrei, i partigiani, i rom e gli altri arrestati nella zona furono trattenuti nel carcere della città: di queste, 743 persone furono portate a Kremnička per l'esecuzione in una serie di massacri tra novembre e marzo dall'Einsatzgruppe H e dal POHG. Le vittime inclusero 280 donne e 99 bambini di cui metà ebrei. Centinaia di persone furono uccise nel vicino villaggio di Nemecká, dove i corpi delle vittime furono bruciati. Come luogo di esecuzione fu utilizzato il cimitero ebraico di Zvolen, 218 corpi furono riesumati dopo la fine della guerra.

## Conseguenze nel dopoguerra

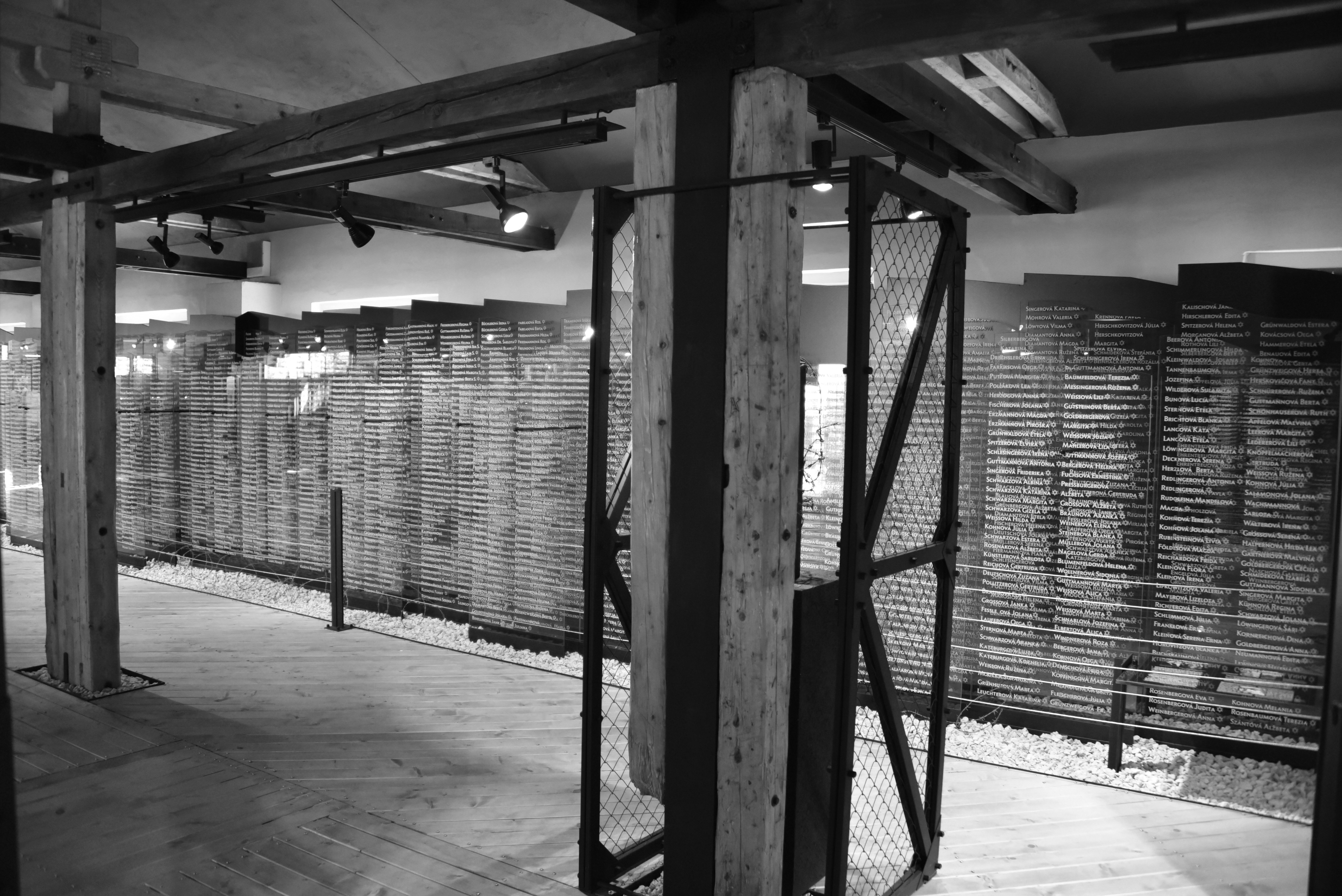
Nomi degli ebrei assassinati nel campo di concentramento di Sereď.

L'Armata Rossa conquistò la Slovacchia entro la fine di aprile 1945. Circa 69000 ebrei, cioè il 77% della popolazione prebellica, furono assassinati. Dei 10000 o 11000 ebrei sopravvissuti in Slovacchia, ritornarono 9000 ebrei che furono deportati nei campi di concentramento o fuggiti all'estero e 10000 ebrei sopravvissero nei territori annessi all'Ungheria. Alla fine del 1945, 33000 ebrei vivevano in Slovacchia. Molti sopravvissuti persero l'intera famiglia, mentre un terzo soffriva di tubercolosi.
Sebbene una legge cecoslovacca del dopoguerra negasse le transazioni immobiliari derivanti dalla persecuzione nazista, il governo autonomo slovacco si rifiutò di applicarla. Le proprietà degli eredi furono nazionalizzate nel 1947 in un fondo di liquidazione. Coloro che rubarono le proprietà ebraiche furono riluttanti a restituirla; anche gli ex membri della resistenza si appropriarono di alcune proprietà rubate. Il conflitto sulla restituzione portò a intimidazioni e attacchi violenti, inclusi il pogrom di Topoľčany del settembre 1945 e le rivolte del Congresso partigiano nell'agosto 1946. La storica polacca Anna Cichopek-Gajraj stima che almeno 36 ebrei furono assassinati e più di 100 feriti nella violenza del dopoguerra.
Josef Witiska, il comandante dell'Einsatzgruppe H, si suicidò nel 1946 durante l'estradizione in Cecoslovacchia; Wisliceny fu processato, condannato e giustiziato a Bratislava nel 1948; Brunner sfuggì alla giustizia rifugiandosi in Siria. Tiso, in precedenza fuggito in Austria, fu estradato in Cecoslovacchia, accusato di tradimento e collaborazionismo, quindi condannato a morte il 15 aprile 1947 e giustiziato tre giorni dopo. Secondo la corte, la sua azione "più immorale, non cristiana e più disumana" fu quella di ordinare la deportazione degli ebrei slovacchi.
Anche altri perpetratori, tra cui Tuka, furono processati, condannati e giustiziati. Sia Tiso che Tuka furono processati ai sensi del decreto 33/1945, la legge che impose la pena di morte per la repressione della rivolta slovacca; i loro ruoli nell'Olocausto furono il motivo dei crimini per i quali furono condannati. Gli autori di alcuni dei più eclatanti articoli e caricature antisemite furono perseguiti dopo la guerra. I processi dipinsero i funzionari dello Stato slovacco come traditori, esonerando così la società civile slovacca dalla responsabilità dell'Olocausto.
Il governo cecoslovacco sostenne il sionismo, insistendo sul fatto che gli ebrei si assimilassero alla cultura cecoslovacca o emigrassero in Palestina. Gli ebrei che dichiararono la nazionalità tedesca o ungherese nel censimento prebellico furono privati della cittadinanza, perdendo così ogni diritto alla restituzione, e furono minacciati di deportazione. La maggior parte degli ebrei in Slovacchia emigrò in Israele o in altri paesi negli anni successivi alla guerra. L'emigrazione accelerò nel 1948 dopo il colpo di stato comunista e la nazionalizzazione di molte imprese nel dopoguerra. Il numero delle comunità ebraiche diminuì da 126 a 25, mentre la popolazione diminuì dell'80%.
Alla fine del 1949 rimasero solo poche migliaia di ebrei. Molti di coloro che scelsero di rimanere cambiarono i loro cognomi e abbandonarono la religione per adattarsi alla classe media slovacca. Nel 2019, la popolazione ebraica fu stimata tra 2000 e 3000 persone.

## Eredità

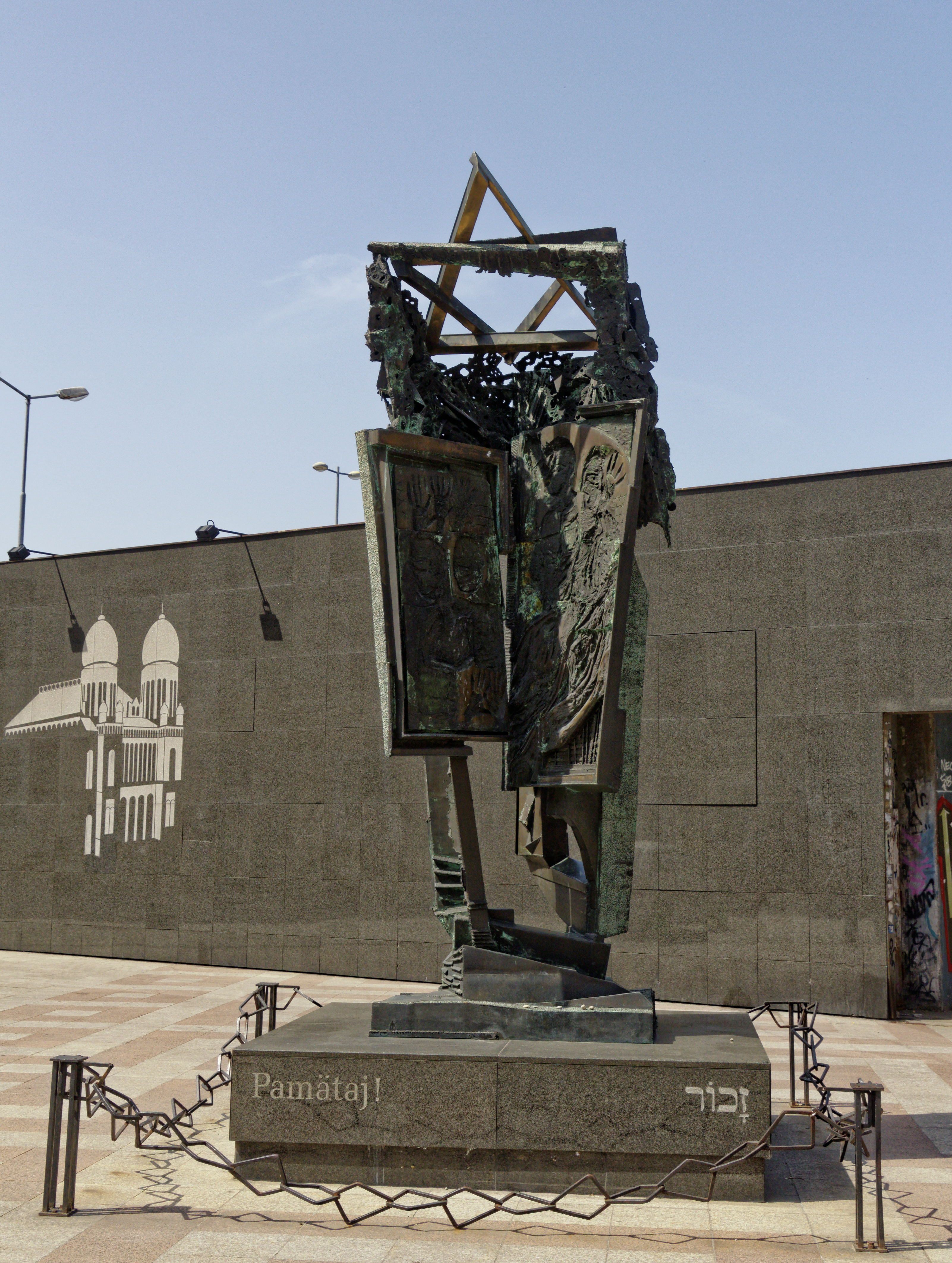
Memoriale dell'Olocausto a Rybné Námestie, Bratislava.

L'atteggiamento del governo nei confronti degli ebrei e del sionismo cambiò dopo il 1948, portando al processo Slánský del 1952 in cui il governo cecoslovacco accusò quattordici comunisti (undici dei quali ebrei) di appartenere a una cospirazione sionista. La censura politica ostacolò lo studio dell'Olocausto e i memoriali alle vittime del fascismo non fecero menzione degli ebrei. Negli anni '60, dopo la liberalizzazione nota come Primavera di Praga, si aprì il dibattito sull'Olocausto.
Il film vincitore dell'Oscar del 1965, Il negozio al corso, si concentrò sulla colpevolezza slovacca nell'Olocausto. Dopo l'invasione della Cecoslovacchia del 1968, le autorità repressero la libertà di espressione, mentre la propaganda antisionista, in gran parte importata dall'Unione Sovietica, si intensificò e virò verso l'antisemitismo dopo la vittoria israeliana nella guerra dei sei giorni.
La rinascita nazionalista seguì la caduta del regime comunista nel 1989, portando allo scioglimento della Cecoslovacchia nel 1993 e al governo nazionalista Mečiar. Dopo la caduta di Mečiar nel 1998, il governo slovacco promosse la commemorazione dell'Olocausto per dimostrare l'identità europea del paese prima che entrasse a far parte dell'Unione Europea nel 2004. Durante gli anni '90 furono costruiti molti memoriali per commemorare le vittime dell'Olocausto, e nell'ottobre 2001 la Slovacchia designò il 9 settembre (anniversario dell'approvazione del Codice ebraico) come Giornata delle vittime dell'Olocausto e dell'odio razziale.
L'Istituto Nazionale della Memoria fu istituito nel 2002 per fornire l'accesso ai registri dello Stato slovacco e dello Stato comunista. Il governo post-comunista promulgò le leggi per la restituzione delle proprietà ebraiche, ma i requisiti di residenza e cittadinanza impedirono agli emigranti di presentare le richieste. Nel 2002, il 10% del valore della proprietà degli eredi nazionalizzati fu rilasciato in un fondo che pagò l'istruzione ebraica e i memoriali dell'Olocausto. A partire dal gennaio 2019, Yad Vashem (il memoriale ufficiale israeliano all'Olocausto) riconobbe 602 slovacchi come Giusti tra le nazioni per aver rischiato la propria vita per salvare gli ebrei.
La politologa Jelena Subotić afferma che lo Stato slovacco è "un paradosso per la costruzione dell'identità della Slovacchia post-comunista" perché è visto come il primo stato slovacco indipendente. Se considerato completamente indipendente, si assume maggiori responsabilità per la deportazione degli ebrei durante l'Olocausto, ma in caso contrario perde il suo ruolo di legittimazione per l'attuale stato slovacco. Il relativismo dell'Olocausto in Slovacchia tende a manifestarsi come tentativi di assolvere dalla colpa il governo Tiso deviando la responsabilità su tedeschi ed ebrei.
Un libro di testo del 1997 di Milan Stanislav Ďuricae approvato dal governo suscitò diverse polemiche internazionali tanto che alla fine fu ritirato dal curriculum scolastico perché ritraeva gli ebrei che vivevano felici nei campi di lavoro durante la guerra. Tiso e lo Stato slovacco sono stati al centro di commemorazioni cattoliche e ultranazionaliste. Il partito neonazista, il Partito Popolare Slovacchia Nostra, che è rappresentato al parlamento nazionale e al Parlamento europeo ed è particolarmente apprezzato dagli elettori più giovani, promuove una visione positiva dello Stato slovacco. Il suo leader, Marian Kotleba, descrisse gli ebrei come "diavoli in pelle umana". I membri del partito sono stati accusati di negazione dell'Olocausto, che è un reato dal 2001.

### Libri
- (EN) Shlomo Aronson, Hitler, the Allies, and the Jews, Cambridge, Cambridge University Press, 2004, ISBN 978-0-511-51183-7.
- (EN) Yehuda Bauer, Jews for Sale?: Nazi-Jewish Negotiations, 1933–1945, New Haven, Yale University Press, 1994, ISBN 978-0-300-05913-7.
- Yehuda Bauer, Rethinking the Holocaust, New Haven, Yale University Press, 2002, ISBN 978-0-300-09300-1.
- Anna Cichopek-Gajraj, Beyond Violence: Jewish Survivors in Poland and Slovakia, 1944–48, Cambridge, Cambridge University Press, 2014, ISBN 978-1-107-03666-6.
- (EN) Yuri Dojc e Katya Krausová, Last Folio: Textures of Jewish Life in Slovakia, Indiana University Press, 2011, ISBN 978-0-253-22377-7.
- (SK) Gila Fatran, Boj o prežitie (The Struggle for Survival), Bratislava, Múzeum Židovskej Kultúry, 2007, ISBN 978-80-8060-206-2.
- Foreign Claims Settlement Commission, Foreign Claims Settlement Commission of the United States: Decisions and Annotations, Washington, U.S. Government Printing Office, 1968, OCLC 1041397012.
- (EN) Raul Hilberg, The Destruction of the European Jews, vol. 2, 3ª ed., New Haven, Yale University Press, 2003  [1961], ISBN 978-0-300-09592-0.
- Ivan Kamenec, On the Trail of Tragedy: The Holocaust in Slovakia, traduzione di Martin Styan, Bratislava, Hajko & Hajková, 2007  [1991], ISBN 978-80-88700-68-5.
- Rebekah Klein-Pejšová, Mapping Jewish Loyalties in Interwar Slovakia, Bloomington, Indiana University Press, 2015, ISBN 978-0-253-01562-4.
- Jacques Kornberg, The Pope's Dilemma: Pius XII Faces Atrocities and Genocide in the Second World War, Toronto, University of Toronto Press, 2015, ISBN 978-1-4426-2828-1.
- Hana Kubátová e Jan Láníček, The Jew in Czech and Slovak Imagination, 1938–89: Antisemitism, the Holocaust, and Zionism, Leiden, Boston, Brill, 2018, ISBN 978-90-04-36244-4.
- (EN) Jan Láníček, Czechs, Slovaks and the Jews, 1938–48: Beyond Idealisation and Condemnation, New York, Springer, 2013, ISBN 978-1-137-31747-6.
- Peter Longerich, Holocaust: The Nazi Persecution and Murder of the Jews, Oxford, Oxford University Press, 2010, ISBN 978-0-19-280436-5.
- Thomas Lorman, The Making of the Slovak People's Party: Religion, Nationalism and the Culture War in Early 20th-Century Europe, London, Bloomsbury Publishing, 2019, ISBN 978-1-350-10938-4.
- (EN) David Silberklang, Gates of Tears: the Holocaust in the Lublin District, Gerusalemme, Yad Vashem, 2013, ISBN 978-965-308-464-3.
- (DE) Lenka Šindelářová, Finale der Vernichtung: die Einsatzgruppe H in der Slowakei 1944/1945, Darmstadt, Wissenschaftliche Buchgesellschaft, 2013, ISBN 978-3-534-73733-8.
- (EN) Tomas Sniegon, Vanished History: The Holocaust in Czech and Slovak Historical Culture, New York, Berghahn Books, 2014, ISBN 978-1-78238-294-2.
- (SK) Peter Sokolovič, Hlinkova Garda 1938–1945 (PDF), Bratislava, National Memory Institute, 2009, ISBN 978-80-89335-10-7.
- (EN) Jelena Subotić, Yellow Star, Red Star: Holocaust Remembrance After Communism, Cornell University Press, 2019, ISBN 978-1-5017-4240-8.
- (EN) James Mace Ward, Priest, Politician, Collaborator: Jozef Tiso and the Making of Fascist Slovakia, Itaca, Cornell University Press, 2013, ISBN 978-0-8014-6812-4.

### Capitoli
- (EN) Michael J. Bazyler, Kathryn Lee Boyd, Kristen L. Nelson e Rajika L. Shah, Slovakia, in Searching for Justice after the Holocaust: Fulfilling the Terezin Declaration and Immovable Property Restitution, New York, Oxford University Press, 2019,  pp. 401-413, ISBN 978-0-19-092306-8.
- (EN) Donald Bloxham, The Murder of European Jewry: Nazi Genocide in Continental Perspective, in Devin O. Pendas, Mark Roseman e Richard Wetzell (a cura di), Beyond the Racial State: Rethinking Nazi Germany, Cambridge University Press, 2017, ISBN 978-1-316-73286-1.
- (EN) Jean-Marc Dreyfus e Eduard Nižňanský, Jews and non-Jews in the Aryanization Process: Comparison of France and the Slovak State, 1939–45, in Beate Kosmala e Georgi Verbeeck (a cura di), Facing the Catastrophe: Jews and non-Jews in Europe during World War II, Oxford, Berg, 2011, ISBN 978-1-84520-471-6.
- (EN) Gila Fatran, The Struggle for Jewish Survival during the Holocaust, in Wacław Długoborski, Dezider Tóth, Świebocka Teresa e Jarek Mensfelt (a cura di), The Tragedy of the Jews of Slovakia 1938–1945: Slovakia and the "Final Solution of the Jewish Question", traduzione di Jarek Mensfeld, Oświęcim e Banská Bystrica, Auschwitz-Birkenau State Museum e Museum of the Slovak National Uprising, 2002  [1992],  pp. 141-162, ISBN 978-83-88526-15-2.
- (SK) Katarína Hradská, Dislokácie Židov z Bratislavy na jeseň 1941 (The Displacement of Jews from Bratislava in Autumn 1941) (PDF), in Jaroslava Roguľová e Maroš Hertel (a cura di), Adepti Moci a úspechu. Etablovanie Elít V Moderných Dejinách (Candidates for Power and Success. Formation of Elites in Modern History), Bratislava, Slovak Academy of Sciences, 2016,  pp. 315-324, ISBN 978-80-224-1503-3.
- (EN) Barbara Hutzelmann, Slovak Society and the Jews: Attitudes and Patterns of Behaviour, in Frank Bajohr e Andrea Löw (a cura di), The Holocaust and European Societies: Social Processes and Social Dynamics, Londra, Springer, 2016,  pp. 167-185, ISBN 978-1-137-56984-4.
- (DE) Barbara Hutzelmann, Einführung: Slowakei (Introduction: Slovakia), in Barbara Hutzelmann, Mariana Hausleitner e Souzana Hazan (a cura di), Slowakei, Rumänien und Bulgarien (Slovakia, Romania, and Bulgaria), Die Verfolgung und Ermordung der europäischen Juden durch das nationalsozialistische Deutschland 1933–1945 (The Persecution and Murder of European Jews by Nazi Germany 1933–1945), vol. 13, Munich, De Gruyter, 2018,  pp. 18-45, ISBN 978-3-11-049520-1.
- (EN) Ivan Kamenec, The Slovak state, 1939–1945, in Mikuláš Teich, Dušan Kováč e Martin D. Brown (a cura di), Slovakia in History, Cambridge, Cambridge University Press, 2011,  pp. 175–192, DOI:10.1017/CBO9780511780141, ISBN 978-1-139-49494-6.
- (EN) Hana Kubátová, Jewish Resistance in Slovakia, 1938–1945, in Patrick Henry (a cura di), Jewish Resistance Against the Nazis, Washington, Catholic University of America Press, 2014,  pp. 504-518, ISBN 978-0-8132-2589-0.
- Nina Paulovičová, The "Unmasterable Past"? The Reception of the Holocaust in Postcommunist Slovakia, in John-Paul Himka e Joanna Beata Michlic (a cura di), Bringing the Dark Past to Light. The Reception of the Holocaust in Postcommunist Europe., Lincoln, University of Nebraska Press, 2013,  pp. 549-590, ISBN 978-0-8032-2544-2.
- (EN) Livia Rothkirchen, Holocaust Encyclopedia, a cura di Laqueur Walter e Baumel Judith Tydor, New Haven, Yale University Press, 2001,  pp. 595–600, ISBN 978-0-300-08432-0.
- (EN) Tatjana Tönsmeyer, The Robbery of Jewish Property in Eastern European States Allied with Nazi Germany, in Dean Martin, Goschler Constantin e Ther Philipp (a cura di), Robbery and Restitution: The Conflict over Jewish Property in Europe, New York, Berghahn Books, 2007,  pp. 81-96, ISBN 978-0857455642.

### Recensioni
- Anna Cichopek-Gajraj, Nepokradeš! Nálady a postoje slovenské společnosti k židovské otázce, 1938–1945 (Thou shall not steal! Moods and attitudes of Slovak society toward the Jewish question), in East European Jewish Affairs, vol. 48, n. 2, 2018,  pp. 253-255, DOI:10.1080/13501674.2018.1505360.
- Owen V. Johnson, Židovská komunita na Slovensku medzi ceskoslovenskou parlamentnou demokraciou a slovenským štátom v stredoeurópskom kontexte, Eduard Nižnanský (Prešov, Slovakia: Universum, 1999), 292 pp., 200 crowns (Slovak)., in Holocaust and Genocide Studies, vol. 19, n. 2, 2005,  pp. 314-317, DOI:10.1093/hgs/dci033.

### Tesi pubblicate
- Maroš Borský, Synagogue Architecture in Slovakia Towards Creating a Memorial Landscape of Lost Community (PDF), Center for Jewish Studies Heidelberg, 2005.
- (EN) Nina Paulovičová, Rescue of Jews in the Slovak State (1939–1945), a cura di John-Paul Himka, Edmonton, University of Alberta, 2012, DOI:10.7939/R33H33.
- (CS) Daniel Putík, Slovenští Židé v Terezíně, Sachsenhausenu, Ravensbrücku a Bergen-Belsenu, 1944/1945 (Slovak Jews in Theresienstadt, Sachsenhausen, Ravensbrück and Bergen-Belsen, 1944/1945), Praga, Charles University, 2015.

### Articoli
- (EN) Yehoshua Büchler, The deportation of Slovakian Jews to the Lublin District of Poland in 1942, in Holocaust and Genocide Studies, vol. 6, n. 2, 1991,  pp. 151-166, DOI:10.1093/hgs/6.2.151, ISSN 8756-6583 (WC · ACNP).
- Yehoshua Büchler, First in the Vale of Affliction: Slovakian Jewish Women in Auschwitz, 1942, in Holocaust and Genocide Studies, vol. 10, n. 3, 1996,  pp. 299-325, DOI:10.1093/hgs/10.3.299, ISSN 8756-6583 (WC · ACNP).
- (EN) Gila Fatran, The "Working Group", in Holocaust and Genocide Studies, traduzione di Naftali Greenwood, vol. 8, n. 2, 1994,  pp. 164-201, DOI:10.1093/hgs/8.2.164, ISSN 8756-6583 (WC · ACNP).
- (DE) Gila Fatran, Die Deportation der Juden aus der Slowakei 1944–1945 (The deportation of the Jews from Slovakia 1944–45) [collegamento interrotto], in Bohemia: Zeitschrift für Geschichte und Kultur der Böhmischen Länder, vol. 37, n. 37, 1996,  pp. 98-119, ISSN 0523-8587 (WC · ACNP).
- (SK) Peter Fedorčák, Proces s Vojtechom Tukom v roku 1946 (The trial of Vojtech Tuka in 1946), in Človek a Spoločnosť, vol. 18, n. 4, 2015,  pp. 41-52, ISSN 1335-3608 (WC · ACNP).
- (SK) Michal Frankl, Země nikoho 1938. Deportace za hranice občanství (No Man’s Land in 1938. Deportation beyond the Bounds of Citizenship), in Forum Historiae, vol. 13, n. 1, 2019,  pp. 92-115, DOI:10.31577/forhist.2019.13.1.7.
- (CS) Ľudovít Hallon, Arizácia na Slovensku 1939–1945 (Aryanization in Slovakia 1939–1945) (PDF), in Acta Oeconomica Pragensia, vol. 15, n. 7, 2007,  pp. 148-160, DOI:10.18267/j.aop.187, ISSN 1804-2112 (WC · ACNP).
- (SK) Ivan Kamenec, Fenomén korupcie v procese tzv. riešenia "židovskej otázky" na Slovensku v rokoch 1938–1945 (The phenomenon of corruption in the so-called solutions to the "Jewish questions" in Slovakia between 1938 and 1945), in Forum Historiae, vol. 5, n. 2, 2011,  pp. 96-112, ISSN 1337-6861 (WC · ACNP).
- Hana Kubátová e Jan Láníček, Jews and Gentiles in Central and Eastern Europe during the Holocaust in history and memory, in Holocaust Studies, vol. 23, 1–2, 2017,  pp. 1-16, DOI:10.1080/17504902.2016.1209838.
- Jerome S. Legge, Collaboration, Intelligence, and the Holocaust: Ferdinand Ďurčanský, Slovak Nationalism, and the Gehlen Organization, in Holocaust and Genocide Studies, vol. 32, n. 2, 2018,  pp. 224-248, DOI:10.1093/hgs/dcy029, ISSN 8756-6583 (WC · ACNP).
- Michala Lônčíková, Was the antisemitic propaganda a catalyst for tensions in the Slovak-Jewish relations?, in Holocaust Studies, vol. 23, 1–2, 2017,  pp. 76-98, DOI:10.1080/17504902.2016.1209839.
- Eduard Nižňanský, The discussions of Nazi Germany on the deportation of Jews in 1942 – the examples of Slovakia, Rumania and Hungary (PDF), in Historický časopis, vol. 59, Supplement, 2011,  pp. 111-136, ISSN 0018-2575 (WC · ACNP).
- Eduard Nižňanský, On Relations between the Slovak Majority and Jewish Minority During World War II, in Yad Vashem Studies, vol. 42, n. 2, 2014,  pp. 47-90, ISSN 0084-3296 (WC · ACNP).
- Nina Paulovičová, Holocaust Memory and Antisemitism in Slovakia: The Postwar Era to the Present, in Antisemitism Studies, vol. 2, n. 1, Indiana University Press, 2018,  pp. 4-34, DOI:10.2979/antistud.2.1.02.
- (CS) Lenka Šindelářová, Einsatzgruppe H na povstaleckém Slovensku (1944–1945) a poválečné trestní stíhání (Einsatzgruppe H in Uprising-era Slovakia (1944–1945) and Postwar Prosecution) (PDF), in Soudobé dějiny, XX, n. 4, 2013,  pp. 582-603, DOI:10.51134/sod.2013.039, ISSN 1210-7050 (WC · ACNP).
- James Mace Ward, "People Who Deserve It": Jozef Tiso and the Presidential Exemption, in Nationalities Papers, vol. 30, n. 4, 2002,  pp. 571-601, DOI:10.1080/00905992.2002.10540508, ISSN 1465-3923 (WC · ACNP).
- James Mace Ward, The 1938 First Vienna Award and the Holocaust in Slovakia, in Holocaust and Genocide Studies, vol. 29, n. 1, 2015,  pp. 76-108, DOI:10.1093/hgs/dcv004, ISSN 8756-6583 (WC · ACNP).

### Enciclopedia dei campi e ghetti
- Vanda Rajcan, Madeline Vadkerty e Ján Hlavinka, Camps and Ghettos under European Regimes Aligned with Nazi Germany, in Geoffrey P. Megargee, Joseph R. White e Mel Hecker (a cura di), Encyclopedia of Camps and Ghettos, vol. 3, Bloomington, United States Holocaust Memorial Museum, 2018,  pp. 842-852, ISBN 978-0-253-02373-5.
- Vanda Rajcan, Camps and Ghettos under European Regimes Aligned with Nazi Germany, in Geoffrey P. Megargee, Joseph R. White e Mel Hecker (a cura di), Encyclopedia of Camps and Ghettos, vol. 3, Bloomington, United States Holocaust Memorial Museum, 2018,  pp. 854-855, ISBN 978-0-253-02373-5.
- Ján Hlavinka, Camps and Ghettos under European Regimes Aligned with Nazi Germany, in Geoffrey P. Megargee, Joseph R. White e Mel Hecker (a cura di), Encyclopedia of Camps and Ghettos, vol. 3, Bloomington, United States Holocaust Memorial Museum, 2018,  p. 871, ISBN 978-0-253-02373-5.
- Eduard Nižňanský, Vanda Rajcan e Ján Hlavinka, Camps and Ghettos under European Regimes Aligned with Nazi Germany, in Geoffrey P. Megargee, Joseph R. White e Mel Hecker (a cura di), Encyclopedia of Camps and Ghettos, traduzione di Marianna Kramarikova, vol. 3, Bloomington, United States Holocaust Memorial Museum, 2018,  pp. 874-877, ISBN 978-0-253-02373-5.
- Vanda Rajcan, Camps and Ghettos under European Regimes Aligned with Nazi Germany, in Geoffrey P. Megargee, Joseph R. White e Mel Hecker (a cura di), Encyclopedia of Camps and Ghettos, vol. 3, Bloomington, United States Holocaust Memorial Museum, 2018,  pp. 878-880, ISBN 978-0-253-02373-5.
- Eduard Nižňanský, Vanda Rajcan e Ján Hlavinka, Camps and Ghettos under European Regimes Aligned with Nazi Germany, in Geoffrey P. Megargee, Joseph R. White e Mel Hecker (a cura di), Encyclopedia of Camps and Ghettos, traduzione di Marianna Kramarikova, vol. 3, Bloomington, United States Holocaust Memorial Museum, 2018,  pp. 881-883, ISBN 978-0-253-02373-5.
- Vanda Rajcan, Camps and Ghettos under European Regimes Aligned with Nazi Germany, in Geoffrey P. Megargee, Joseph R. White e Mel Hecker (a cura di), Encyclopedia of Camps and Ghettos, vol. 3, Bloomington, United States Holocaust Memorial Museum, 2018,  pp. 889-890, ISBN 978-0-253-02373-5.

### Web
- (SK) Alexander Bachnár, Odtabuizovaný prápor (Detached Battalion), su holocaust.cz, Terezín Initiative, 7 agosto 2011. URL consultato il 23 gennaio 2019.
- Wanted Nazi 'died in Syria squalor', BBC News, 11 gennaio 2017. URL consultato il 26 giugno 2020.
- Consumer Price Index, 1800–, su minneapolisfed.org, Federal Reserve Bank of Minneapolis. URL consultato il 29 novembre 2019.
- (EN) Mazurek not prosecuted for Holocaust denial, The Slovak Spectator, 7 settembre 2016. URL consultato il 16 gennaio 2019.
- (EN) Extremist charged with Holocaust denial, The Slovak Spectator, 2 agosto 2017. URL consultato il 16 gennaio 2019.
- (EN) Under 30s would vote far-right Kotleba the next PM, The Slovak Spectator, 28 novembre 2019. URL consultato il 5 gennaio 2020.
- (EN) Names of Righteous by Country, su yadvashem.org, Yad Vashem. URL consultato il 28 novembre 2019.
- (EN) The Holocaust in Subcarpathian Rus and Southern Slovakia, su encyclopedia.ushmm.org, United States Holocaust Memorial Museum. URL consultato l'8 febbraio 2020.